# Chabanais
Pour l’article homonyme, voir Le Chabanais.
Chabanais est une commune française située dans le département de la Charente (région Nouvelle-Aquitaine).
Ses habitants sont appelés les Chabanois et les Chabanoises.

## Géographie

### Localisation et accès
Située au cœur de la Charente limousine ou Haute-Charente, Chabanais est à 42 km à l'ouest de Limoges, 50 km au nord-est d'Angoulême sa préfecture, 77 km au nord de Périgueux et 84 km au sud-est de Poitiers. Chabanais est aussi à 16 km au sud de Confolens, 14 km à l'ouest de Saint-Junien et 22 km à l'est de Chasseneuil.
Chabanais dans la vallée de la Vienne, est proche des sites des barrages de Lavaud et du Mas-Chaban (lacs de Haute-Charente), de la forêt d'Étagnac, des monts de Blond.

### Communes limitrophes
Les communes limitrophes sont Chassenon, Chirac, Étagnac, Exideuil-sur-Vienne, Pressignac et Saint-Quentin-sur-Charente.
|                            | Chirac     |           |
| Exideuil-sur-Vienne        | Chabanais  | Étagnac   |
| Saint-Quentin-sur-Charente | Pressignac | Chassenon |

#### Voies routières

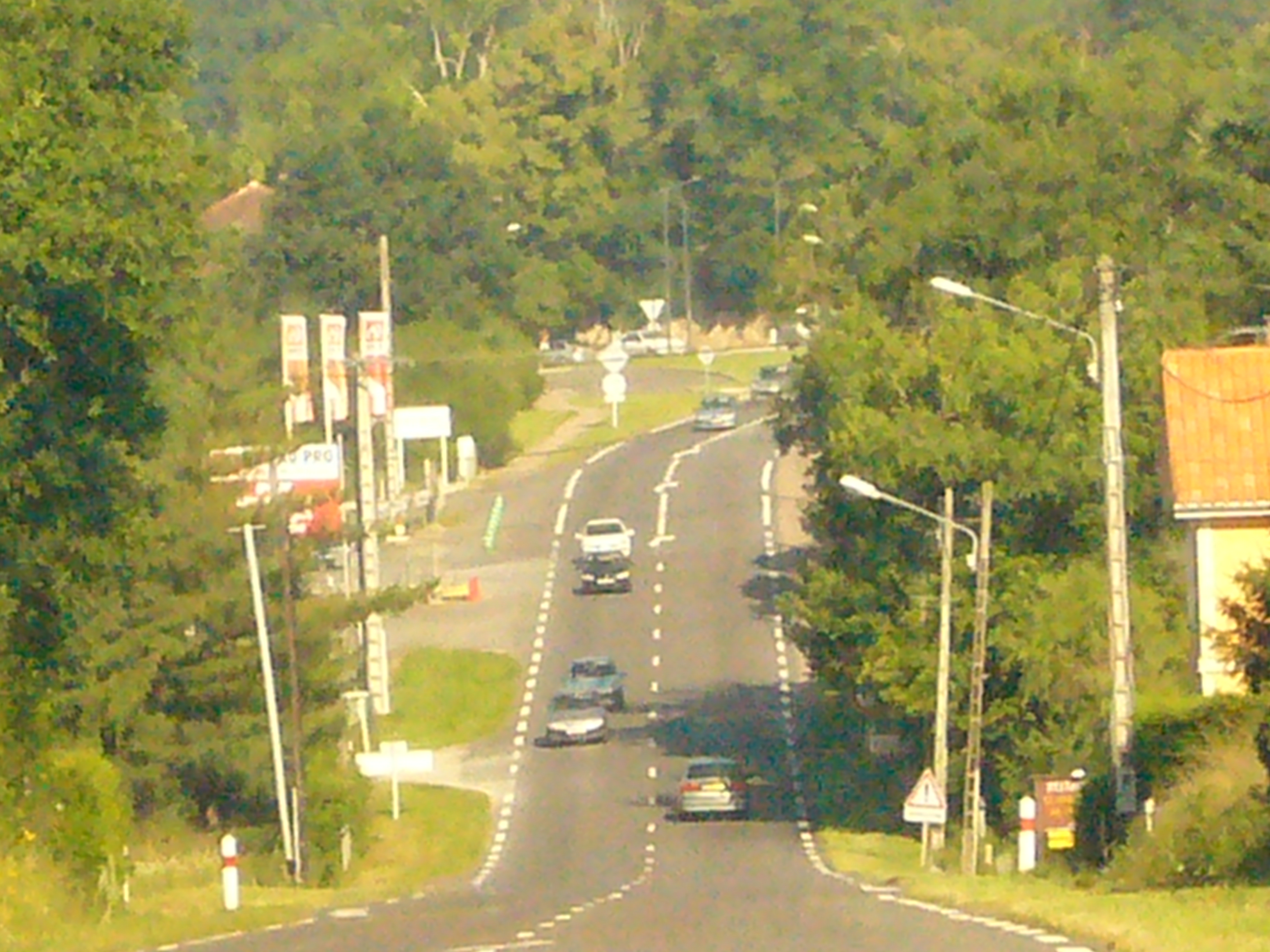
La N 141 à Chabanais.

Chabanais conserve une certaine activité par sa position sur l'axe principal de circulation de l'ex-RN 141 Saintes-Angoulême-Limoges-Clermont-Ferrand (RCEA vers Guéret, Montluçon et Mâcon), qui traverse la Vienne à cet endroit. Elle était une source de tensions dues au fort trafic traversant la ville.
Aujourd'hui, la route nationale 141 évite la ville par le sud, la section à 2 × 2 voies ayant été ouverte le 31 janvier 2013. Dès lors, la ville a retrouvé son calme et le virage tant redouté par les camions et les automobilistes n'est plus qu'un souvenir. La portion de la route nationale ainsi déviée a été renommée en D941.

#### Voies ferroviaires
La gare de Chabanais, sur la ligne Angoulême - Limoges, se situe à 45 minutes de la gare de Limoges-Montjovis, 50 minutes de la gare de Limoges-Bénédictins, et une heure de la gare d'Angoulême.

### Hameaux et lieux-dits
La commune compte de nombreux hameaux. On trouve la Quintinie, la Broussauderie, Mayeras au nord, sur la rive droite de la Vienne, le Pont de Grêne à l'ouest, et sur la rive gauche de la Vienne, Grenord au sud-ouest, Reilhac, les Borderies, Puychevrier, Savignac, le Breuil, etc.

### Géologie et relief
Comme toute la partie nord-est du département de la Charente qu'on appelle la Charente limousine, la commune de Chabanais se trouve sur le plateau du Limousin, partie occidentale du Massif central, composé de roches cristallines et métamorphiques, relique de la chaîne hercynienne.
Le sous-sol communal est composé de granit, diorite et gneiss. Sur la route de Chassenon on trouve du sable argileux et des graviers qui sont une terrasse d'alluvions anciennes, dont la hauteur atteint 70 m. Les vallées de la Vienne et de la Grène sont couvertes d'alluvions récentes,,,.
Chabanais est aussi dans l'emprise du cratère de la météorite de Rochechouart, mais on n'y trouve pas de brèche.
La commune occupe la vallée de la Vienne et ses deux versants, ainsi que la vallée de la Grêne au sud. Le territoire communal est assez vallonné et culmine à 252 m sur sa limite sud, au bois des Besses. Le point le plus bas, 148 m, est situé le long de la Vienne à la limite ouest. Le bourg, situé en bordure d'une petite plaine que forme la vallée, est à environ 155 m d'altitude.

### Hydrographie

#### Réseau hydrographique
La commune est située dans la région hydrographique de « la Loire de la Vienne (c) à la Maine (nc) », une partie du Bassin de la Loire, au sein  du Bassin Loire-Bretagne. Elle est drainée par la Vienne, la Graine, la Soulène, le Got du Ris, l'Etang Bouchaud et par divers petits cours d'eau, qui constituent un réseau hydrographique de 22 km de longueur totale,.
La Vienne partage Chabanais, le milieu du pont représentant le centre du bourg. La rive gauche est au sud de la Vienne, la rive droite au nord. D'une longueur totale de 363,3 km, elle prend sa source en Corrèze, sur le plateau de Millevaches, à Saint-Setiers, et se jette  dans la Loire à Candes-Saint-Martin (Indre-et-Loire), après avoir traversé 99 communes.
La Graine passe dans la commune à Grenord. D'une longueur totale de 26,6 km, elle prend sa source en Haute-Vienne, dans la commune de Oradour-sur-Vayres, et se jette  dans la Vienne sur la commune au Pont de Grêne, après avoir traversé 7 communes.

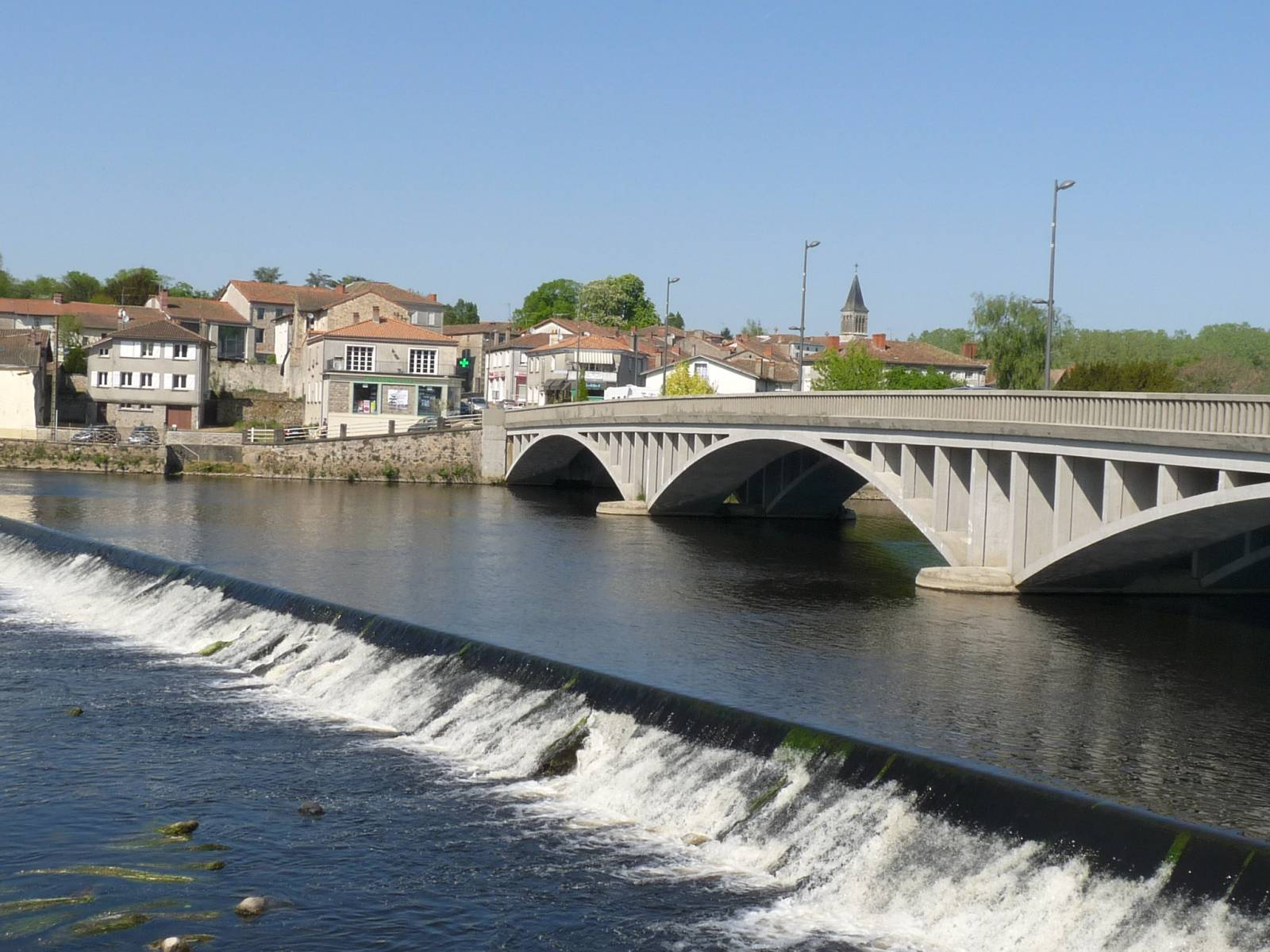
La Vienne à Chabanais, et le pont construit en 1958.
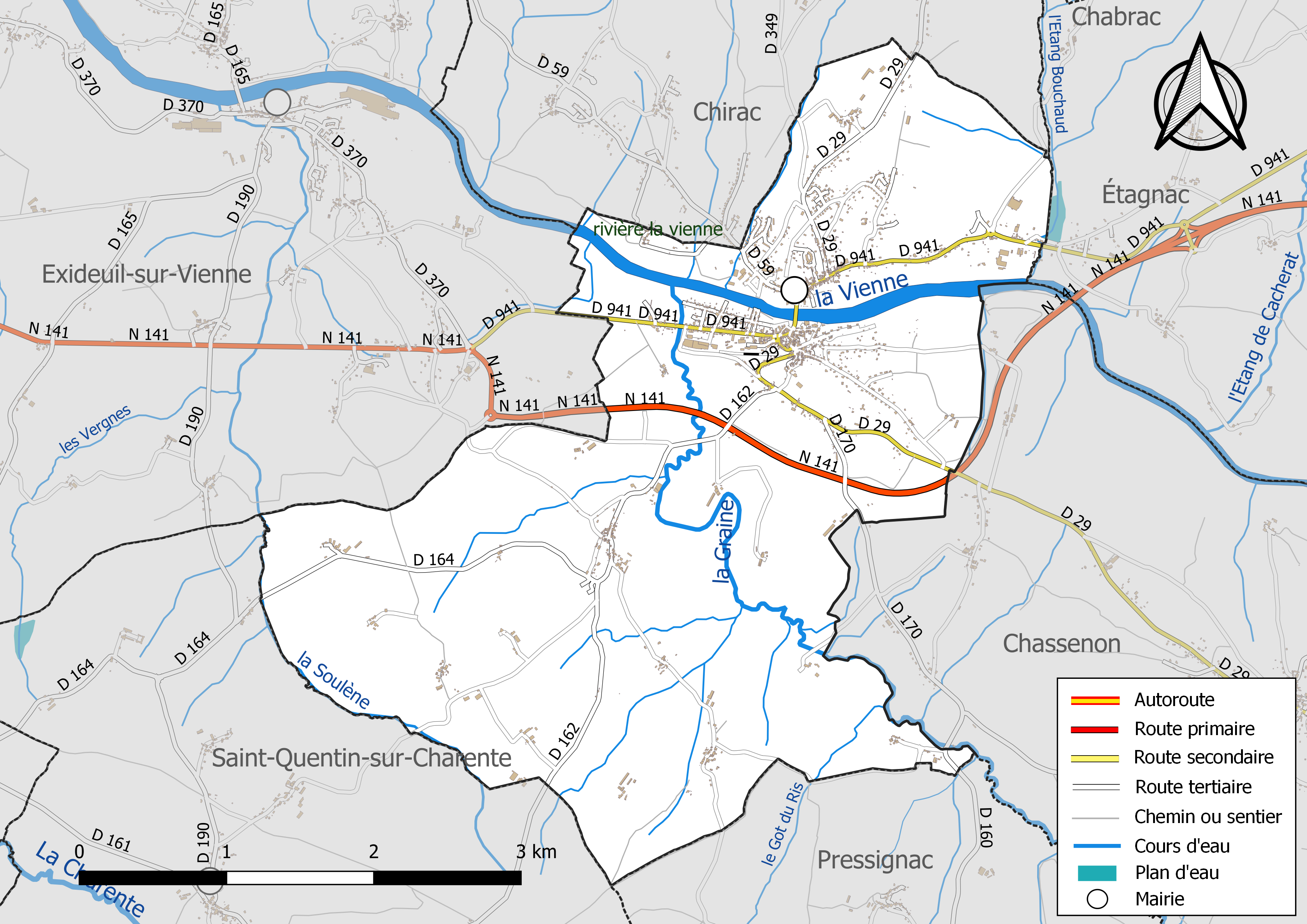
Réseaux hydrographique et routier de Chabanais

#### Gestion des eaux
Le territoire communal est couvert par le schéma d'aménagement et de gestion des eaux (SAGE) « Vienne ». Ce document de planification, dont le territoire correspond au bassin du bassin de la Vienne, d'une superficie de 7 060 km2, a été approuvé le 1er juin 2006. La structure porteuse de l'élaboration et de la mise en œuvre est l'établissement public territorial de bassin Vienne. Il définit sur son territoire les objectifs généraux d’utilisation, de mise en valeur et de protection quantitative et qualitative des ressources en eau superficielle et souterraine, en respect des objectifs de qualité définis dans le troisième SDAGE du Bassin Loire-Bretagne qui couvre la période 2022-2027, approuvé le 18 mars 2022.

### Climat
Le climat est océanique dégradé. C'est celui de la Charente limousine, plus semblable à celui de la ville de Limoges que celui de la station départementale de Cognac.
| Mois                              | jan. | fév. | mars | avril | mai   | juin | jui. | août | sep. | oct. | nov. | déc.  | année   |
| --------------------------------- | ---- | ---- | ---- | ----- | ----- | ---- | ---- | ---- | ---- | ---- | ---- | ----- | ------- |
| Température minimale moyenne (°C) | 0,9  | 1,9  | 3,1  | 5     | 8,7   | 11,8 | 14,1 | 13,8 | 11,7 | 8,3  | 4,1  | 2,1   | 7,1     |
| Température moyenne (°C)          | 3,6  | 4,9  | 6,8  | 9     | 12,7  | 16,1 | 18,7 | 18,4 | 16,1 | 12   | 7,2  | 4,9   | 10,9    |
| Température maximale moyenne (°C) | 6,3  | 8    | 10,4 | 12,9  | 16,8  | 20,4 | 23,3 | 23   | 20,5 | 15,6 | 10,3 | 7,6   | 14,6    |
| Ensoleillement (h)                | 80   | 97   | 138  | 180   | 182   | 233  | 264  | 249  | 207  | 146  | 111  | 88    | 1 975   |
| Précipitations (mm)               | 96,7 | 90,5 | 90,9 | 80,5  | 104,2 | 70   | 65,7 | 71,2 | 73,5 | 92,1 | 85,8 | 101,8 | 1 022,9 |

## Urbanisme

### Typologie
Au 1er janvier 2024, Chabanais est catégorisée bourg rural, selon la nouvelle grille communale de densité à 7 niveaux définie par l'Insee en 2022.
Elle est située hors unité urbaine et hors attraction des villes,.

### Occupation des sols
L'occupation des sols de la commune, telle qu'elle ressort de la base de données européenne d’occupation biophysique des sols Corine Land Cover (CLC), est marquée par l'importance des territoires agricoles (81,4 % en 2018), en diminution par rapport à 1990 (82,7 %). La répartition détaillée en 2018 est la suivante : 
prairies (42,7 %), zones agricoles hétérogènes (27,8 %), zones urbanisées (15,5 %), terres arables (10,9 %), eaux continentales (2,6 %), forêts (0,5 %). L'évolution de l’occupation des sols de la commune et de ses infrastructures peut être observée sur les différentes représentations cartographiques du territoire : la carte de Cassini (XVIIIe siècle), la carte d'état-major (1820-1866) et les cartes ou photos aériennes de l'IGN pour la période actuelle (1950 à aujourd'hui).

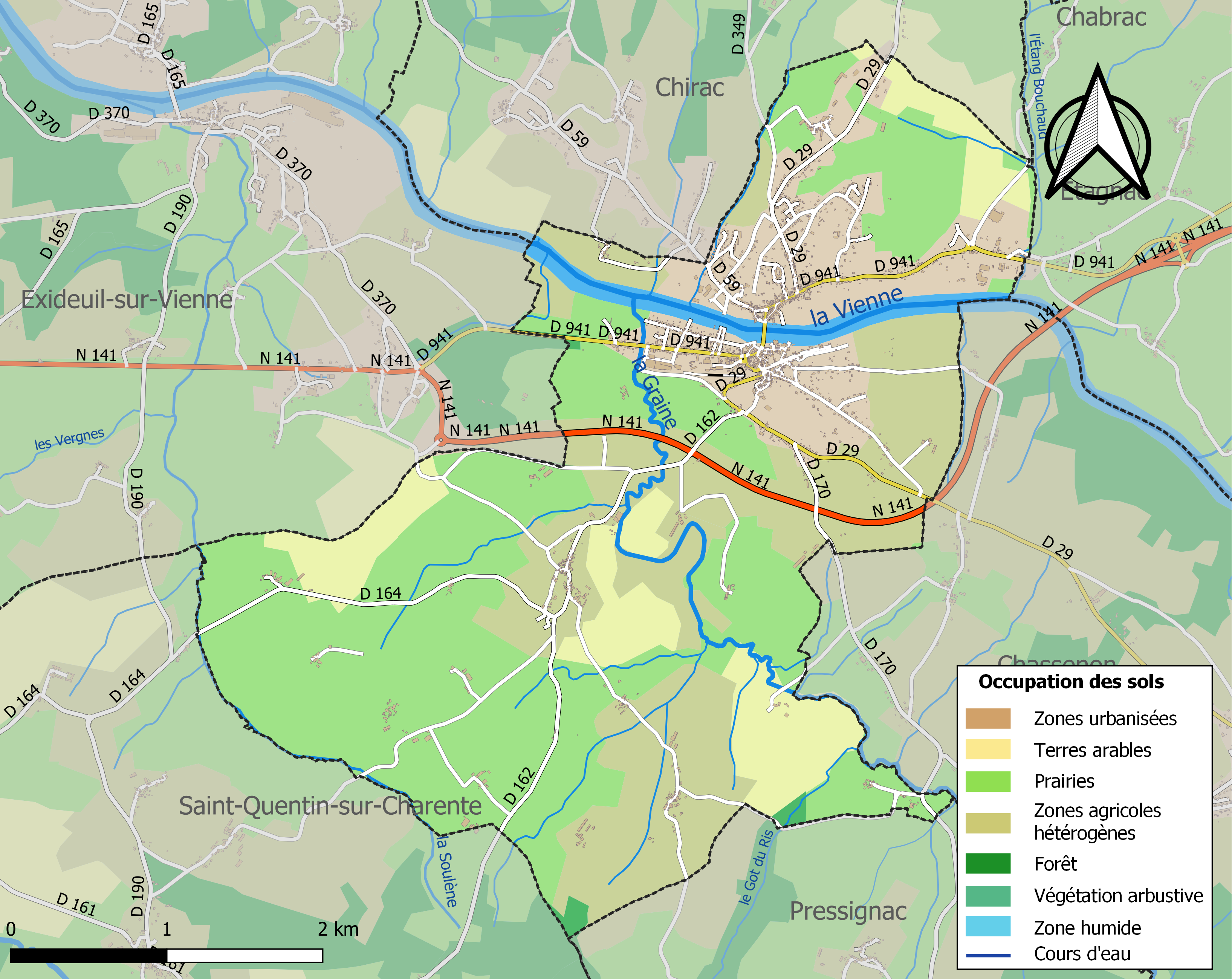
Carte des infrastructures et de l'occupation des sols de la commune en 2018 (CLC).

### Risques majeurs
Le territoire de la commune de Chabanais est vulnérable à différents aléas naturels : météorologiques (tempête, orage, neige, grand froid, canicule ou sécheresse), inondations et séisme (sismicité faible). Il est également exposé à deux risques technologiques, le transport de matières dangereuses et la rupture d'un barrage, et à un risque particulier : le risque de radon. Un site publié par le BRGM permet d'évaluer simplement et rapidement les risques d'un bien localisé soit par son adresse soit par le numéro de sa parcelle.

#### Risques naturels
Certaines parties du territoire communal sont susceptibles d’être affectées par le risque d’inondation par débordement de cours d'eau, notamment la Vienne et la Graine. La commune a été reconnue en état de catastrophe naturelle au titre des dommages causés par les inondations et coulées de boue survenues en 1982, 1983, 1993, 1995 et 1999,.

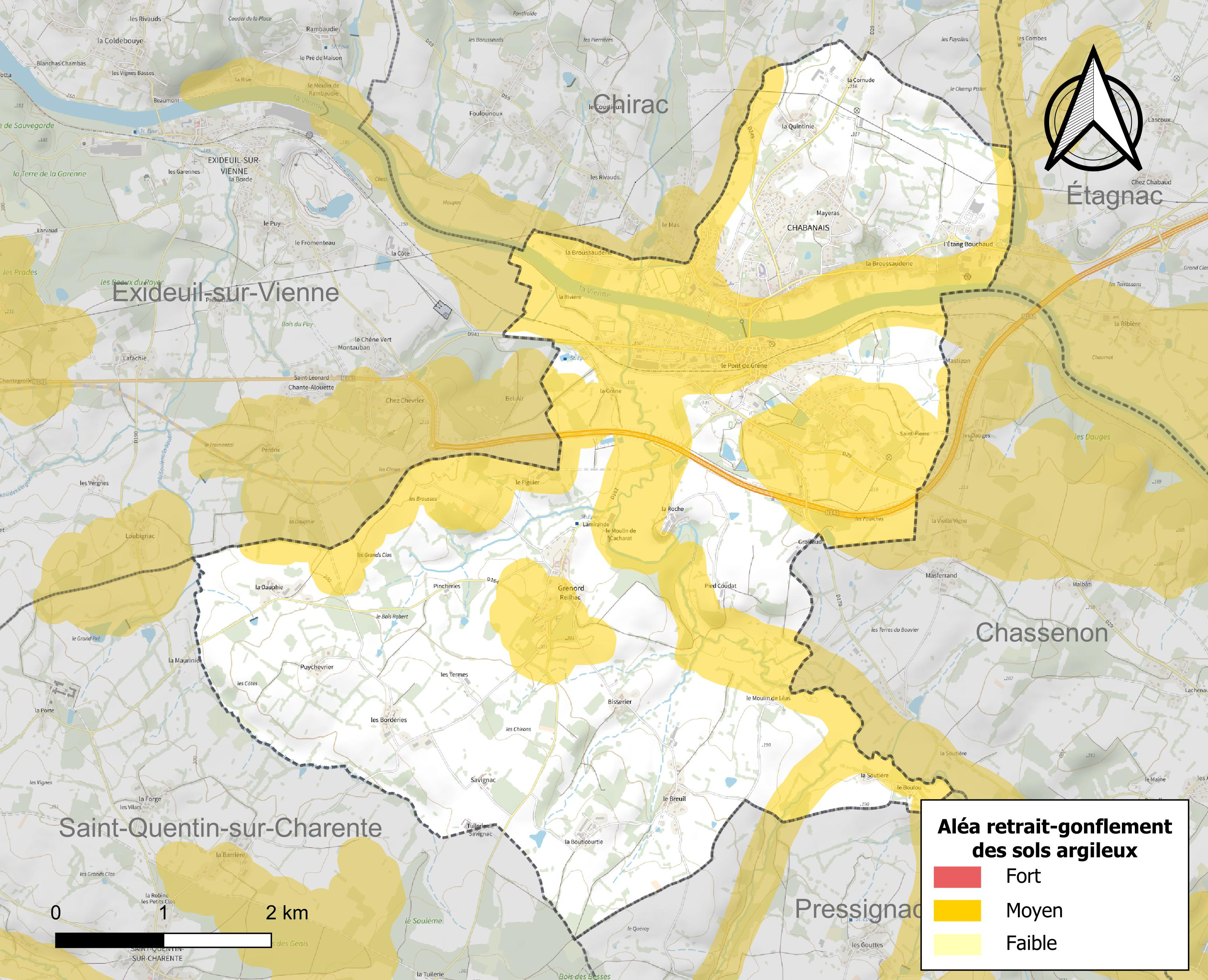
Carte des zones d'aléa retrait-gonflement des sols argileux de Chabanais.

Le retrait-gonflement des sols argileux est susceptible d'engendrer des dommages importants aux bâtiments en cas d’alternance de périodes de sécheresse et de pluie. 39,1 % de la superficie communale est en aléa moyen ou fort (67,4 % au niveau départemental et 48,5 % au niveau national). Sur les 982 bâtiments dénombrés sur la commune en 2019, 599 sont en aléa moyen ou fort, soit 61 %, à comparer aux 81 % au niveau départemental et 54 % au niveau national. Une cartographie de l'exposition du territoire national au retrait gonflement des sols argileux est disponible sur le site du BRGM,.
Par ailleurs, afin de mieux appréhender le risque d’affaissement de terrain, l'inventaire national des cavités souterraines permet de localiser celles situées sur la commune.
Concernant les mouvements de terrains, la commune a été reconnue en état de catastrophe naturelle au titre des dommages causés par la sécheresse en 2003 et par des mouvements de terrain en 1999.

#### Risques technologiques
Le risque de transport de matières dangereuses sur la commune est lié à sa traversée par une ou des infrastructures routières ou ferroviaires importantes ou la présence d'une canalisation de transport d'hydrocarbures. Un accident se produisant sur de telles infrastructures est susceptible d’avoir des effets graves sur les biens, les personnes ou l'environnement, selon la nature du matériau transporté. Des dispositions d’urbanisme peuvent être préconisées en conséquence.
La commune est en outre située en aval des barrages de Lavaud-Gelade et Vassivière, des ouvrages de classes A. À ce titre elle est susceptible d’être touchée par l’onde de submersion consécutive à la rupture de cet ouvrage.

#### Risque particulier
Dans plusieurs parties du territoire national, le radon, accumulé dans certains logements ou autres locaux, peut constituer une source significative d’exposition de la population aux rayonnements ionisants. Certaines communes du département sont concernées par le risque radon à un niveau plus ou moins élevé. Selon la classification de 2018, la commune de Chabanais est classée en zone 3, à savoir zone à potentiel radon significatif.

## Toponymie
Les formes anciennes sont Cabaniaco en 1140, Chabanesio en 1243.
Le nom de Chabanais provient du bas latin capanna qui signifie cabane, hutte de vigneron, transformé en chabana en occitan limousin puis en chabanne une fois francisé, et qui a donné de nombreux noms dans le Sud-Ouest et le Massif central,.

Chabanais, créée chef-lieu de canton en 1793, est devenue Chabanois en 1801 pour redevenir Chabanais.
Chabanais est situé dans la partie occitane de la Charente qui en occupe le tiers oriental, et se nomme Chabanès en dialecte limousin,.

## Politique et administration

### Administration municipale

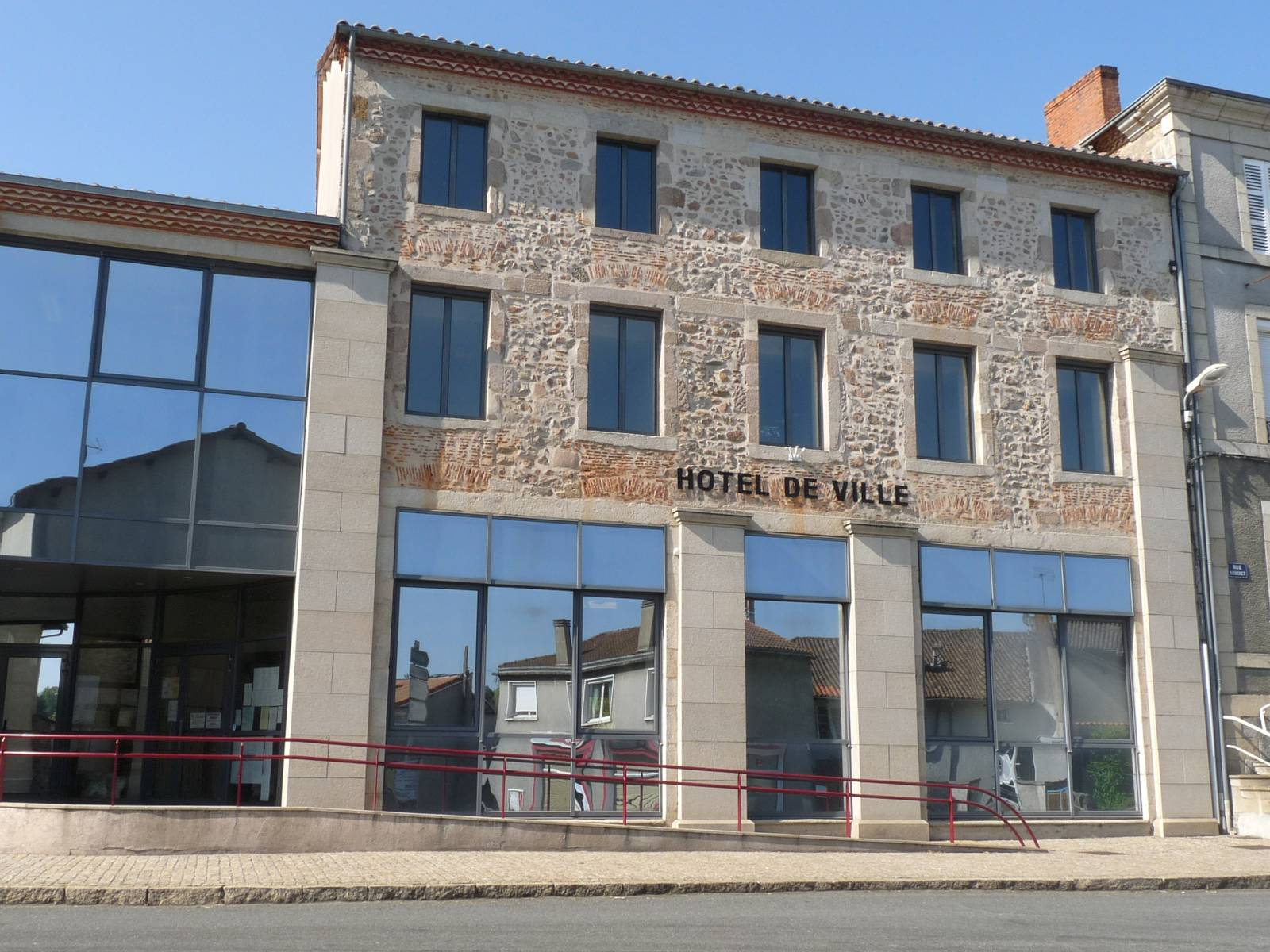
L'hôtel de ville.

Le nombre d'habitants de la commune étant compris entre 1 500 et 2 500, le nombre de membres du conseil municipal est depuis 2014 de 19,.

### Liste des maires
| Période                                  | Période           | Identité            | Étiquette                  | Qualité |
| ---------------------------------------- | ----------------- | ------------------- | -------------------------- | --- |
| 1790                                     |                   | Isaac Pierre Dupont |                            | Seigneur de Savignat avocat en parlement juge sénéchal à Chabanais                                                                            |
| Les données manquantes sont à compléter. |                   |                     |                            | |
| 1890                                     | 1894              | Joseph Codet        |                            | |
| 1894                                     |                   | Jean Barret         |                            | |
| Les données manquantes sont à compléter. |                   |                     |                            | |
| février 1944                             | juin 1944         | Léon Rivet          |                            | |
| 11 juin 1944                             | 30 octobre 1944   | Albert Béraud,      | Comité local de Libération | Maire clandestin puis élu maire |
| 30 octobre 1944                          | 19 mai 1945       | Antoine Barden      |                            | Chirurgien-dentiste |
| 19 mai 1945                              | 21 septembre 1946 | M. Masmondeix       | SFIO                       | |
| 21 septembre 1946                        | 26 octobre 1947   | Renée Bérigaud      |                            | |
| 26 octobre 1947                          | 26 septembre 1971 | Jean Valentin       | DVD                        | Député (1958-1968) |
| mars 1983 ?                              | mars 2001         | Roger Froin         |                            | |
| mars 2001                                | mars 2014         | Michel Gealageas    | PS                         | Retraité de l'éducation nationale |
| mars 2014                                | juin 2020         | Marie-Claude Poinet | UDI                        | Gérante de société |
| juin 2020                                | octobre 2020      | Claude Baron        | DVG                        | |
| octobre 2020                             | En cours          | Michel Boutant      | PS                         | Professeur agrégé d'allemand Maire de Montbron (1995-2004) Président du conseil départemental (2004-2015) Sénateur de la Charente (2008-2020) |

### Jumelages
Au 22 novembre 2012, Chabanais est jumelée avec :
- Giesen (Allemagne) depuis 1976 ;
- Forfar (Écosse) depuis 1992.

## Population et société

### Évolution démographique
L'évolution du nombre d'habitants est connue à travers les recensements de la population effectués dans la commune depuis 1793. Pour les communes de moins de 10 000 habitants, une enquête de recensement portant sur toute la population est réalisée tous les cinq ans, les populations de référence des années intermédiaires étant quant à elles estimées par interpolation ou extrapolation. Pour la commune, le premier recensement exhaustif entrant dans le cadre du nouveau dispositif a été réalisé en 2004.

En 2022, la commune comptait 1 564 habitants, en évolution de −7,62 % par rapport à 2016 (Charente : −0,48 %, France hors Mayotte : +2,11 %).
| 1793  | 1800  | 1806  | 1821  | 1831  | 1841  | 1846  | 1851  | 1856  |
| ----- | ----- | ----- | ----- | ----- | ----- | ----- | ----- | ----- |
| 1 500 | 1 444 | 1 474 | 1 638 | 1 774 | 1 877 | 1 903 | 1 875 | 1 791 |

| 1861  | 1866  | 1872  | 1876  | 1881  | 1886  | 1891  | 1896  | 1901  |
| ----- | ----- | ----- | ----- | ----- | ----- | ----- | ----- | ----- |
| 1 666 | 1 733 | 1 768 | 1 812 | 1 740 | 1 937 | 2 064 | 1 992 | 1 988 |

| 1906  | 1911  | 1921  | 1926  | 1931  | 1936  | 1946  | 1954  | 1962  |
| ----- | ----- | ----- | ----- | ----- | ----- | ----- | ----- | ----- |
| 1 996 | 2 055 | 1 878 | 1 964 | 2 108 | 2 117 | 2 048 | 2 017 | 2 164 |

| 1968  | 1975  | 1982  | 1990  | 1999  | 2004  | 2006  | 2009  | 2014  |
| ----- | ----- | ----- | ----- | ----- | ----- | ----- | ----- | ----- |
| 2 439 | 2 434 | 2 242 | 2 107 | 1 944 | 1 896 | 1 889 | 1 874 | 1 693 |

| 2019  | 2022  | - | - | - | - | - | - | - |
| ----- | ----- | - | - | - | - | - | - | - |
| 1 568 | 1 564 | - | - | - | - | - | - | - |

### Pyramide des âges
La population de la commune est relativement âgée.
En 2018, le taux de personnes d'un âge inférieur à 30 ans s'élève à 23,6 %, soit en dessous de la moyenne départementale (30,2 %). À l'inverse, le taux de personnes d'âge supérieur à 60 ans est de 44,7 % la même année, alors qu'il est de 32,3 % au niveau départemental.
En 2018, la commune comptait 742 hommes pour 868 femmes, soit un taux de 53,91 % de femmes, largement supérieur au taux départemental (51,59 %).
Les pyramides des âges de la commune et du département s'établissent comme suit.
| Hommes | Classe d’âge | Femmes |
| ------ | ------------ | ------ |
| 1,9    | 90 ou +      | 5,1    |
| 14,7   | 75-89 ans    | 18,7   |
| 24,4   | 60-74 ans    | 24,0   |
| 22,0   | 45-59 ans    | 20,8   |
| 9,8    | 30-44 ans    | 10,7   |
| 13,6   | 15-29 ans    | 10,2   |
| 13,6   | 0-14 ans     | 10,4   |

| Hommes | Classe d’âge | Femmes |
| ------ | ------------ | ------ |
| 1      | 90 ou +      | 2,7    |
| 9,2    | 75-89 ans    | 12     |
| 20,6   | 60-74 ans    | 21,3   |
| 20,7   | 45-59 ans    | 20,3   |
| 16,8   | 30-44 ans    | 16     |
| 15,6   | 15-29 ans    | 13,4   |
| 16,1   | 0-14 ans     | 14,3   |

### Enseignement
Il y a à Chabanais une école maternelle, une école élémentaire qui bénéficient d'une garderie, et le collège Jean-de la Quintinie.
La halte garderie La P'tite Maison accueille les enfants de 0 à 3 ans. Le mercredi et durant les vacances les enfants de 3 à 12 ans, sont accueillis à la garderie et il y a un local jeunes pour les ados de 12 à 18 ans.

### Santé
Cabinets médicaux comprenant docteurs, dentistes, infirmières ainsi que pharmacies et kinésithérapeutes .

### Sports
Il y a un stade de football, un complexe sportif avec tennis couvert, gymnase, piste d'athlétisme, terrain de pétanque, terrains annexes et salles de réunion.

## Économie

### Foires et marchés

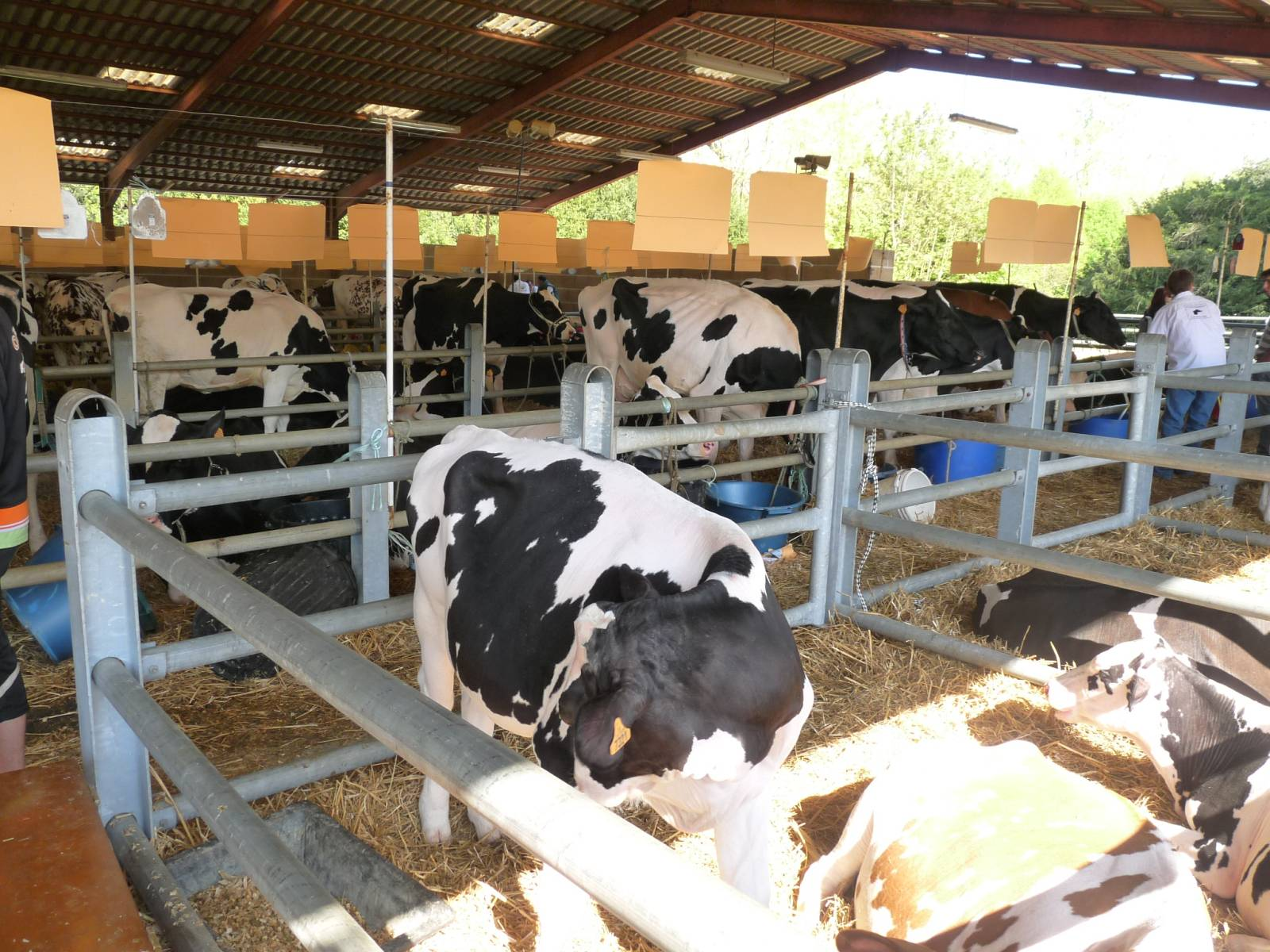
Foire de vaches laitières.

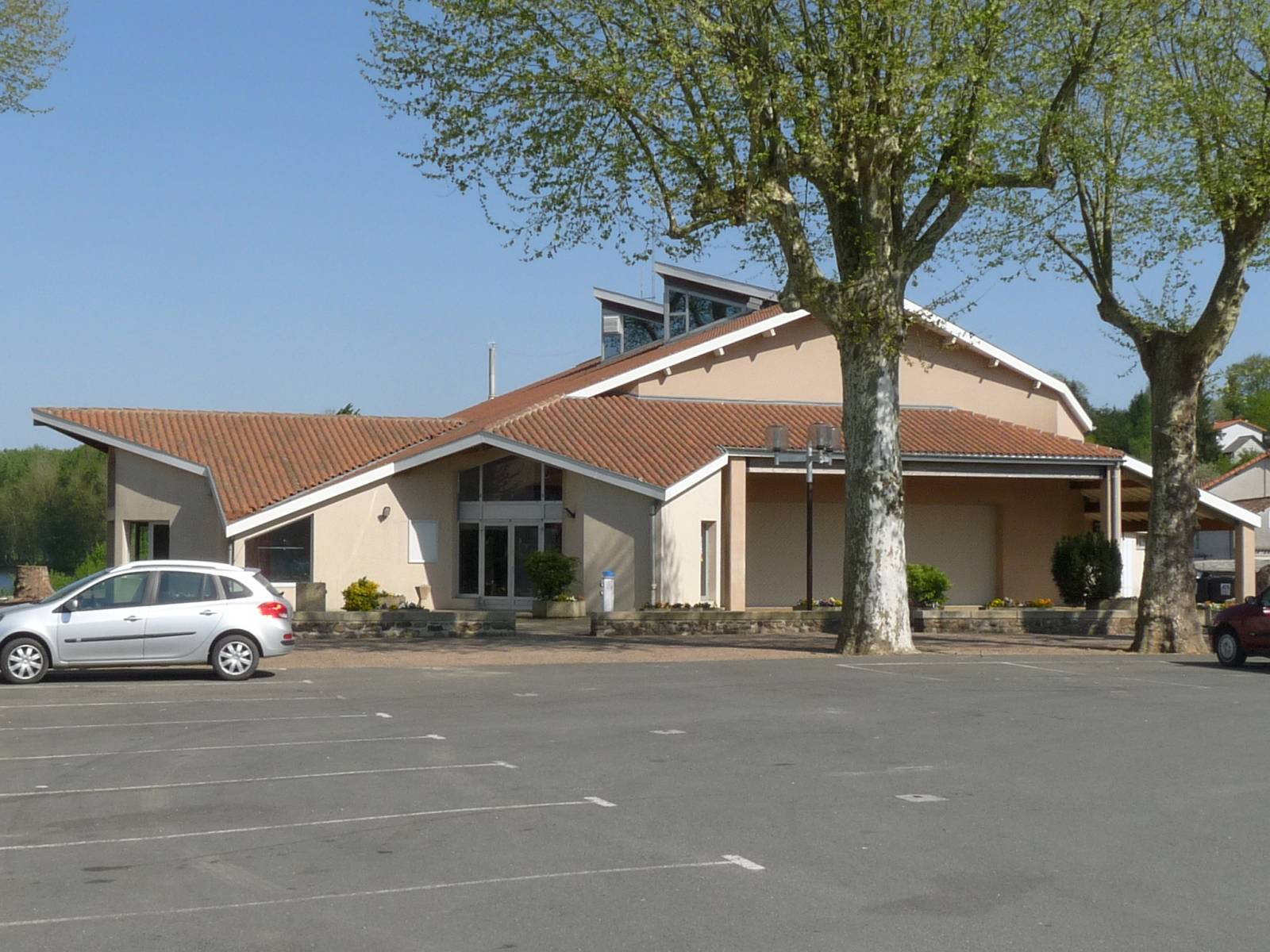
Le marché couvert près de la Vienne.

Chabanais est le lieu de foires aux bestiaux connues à l'échelon régional, principalement de l'élevage bovin : vaches limousines et laitières.
Le premier jeudi du mois se tient une foire composée d'exposants : primeurs, poissonnerie, marchands de vêtements et de chaussures, jardinerie, audio et vidéo tous formats (anciens et récents)... Chaque jeudi se tient également un marché.

### Industrie
La ville a connu une importante activité de minoterie et de fabrique de douelles de barriques.

### Commerces
Tous les commerces de proximité sont présents : supermarché, épiceries et épicerie britannique, boucheries, boulangeries, opticien, salons de coiffure, tabac-presse, fleuristes, magasins d'habillement…

### Tourisme
Longtemps centre de la Charente limousine, Chabanais semble aujourd'hui, s'orienter vers une démarche touristique, axée sur la valorisation du patrimoine « nature ». Il y a un camping.
La commune a obtenu le label national Village étape en 2019.

## Culture locale et patrimoine

### Lieux et monuments

#### Patrimoine religieux
Chabanais possède quatre églises.

##### Église Saint-Pierre
L'église paroissiale Saint-Pierre était à l'origine un prieuré-cure dépendant de l'abbaye de Lesterps et construit en 1481. La paroisse Saint-Michel lui fut unie. Elle fut rebâtie en 1629 et 1630. Elle possède un tabernacle en bois doré, objet classé monument historique le 15 avril 1980.

L'église Saint-Pierre
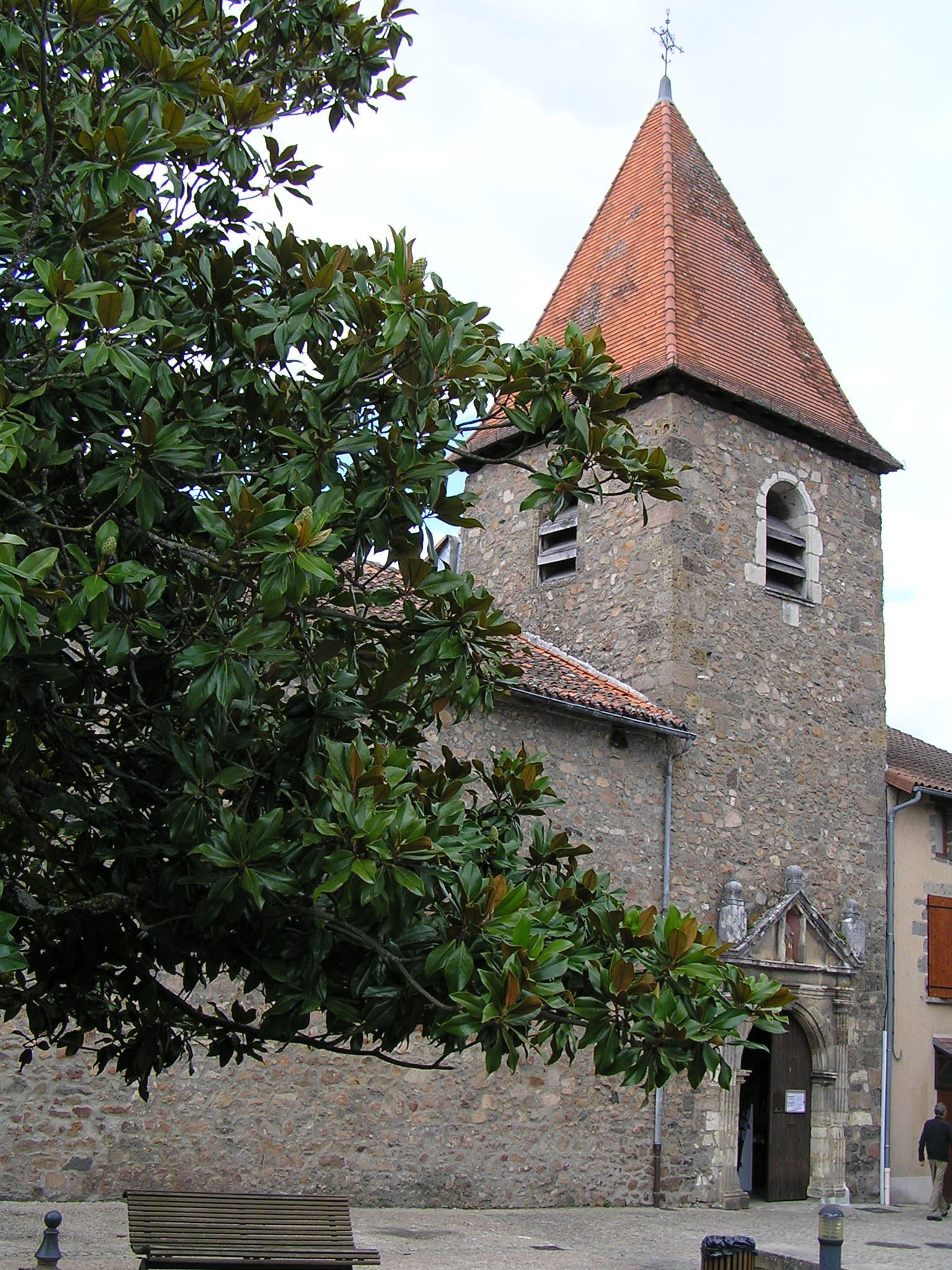
Le clocher.
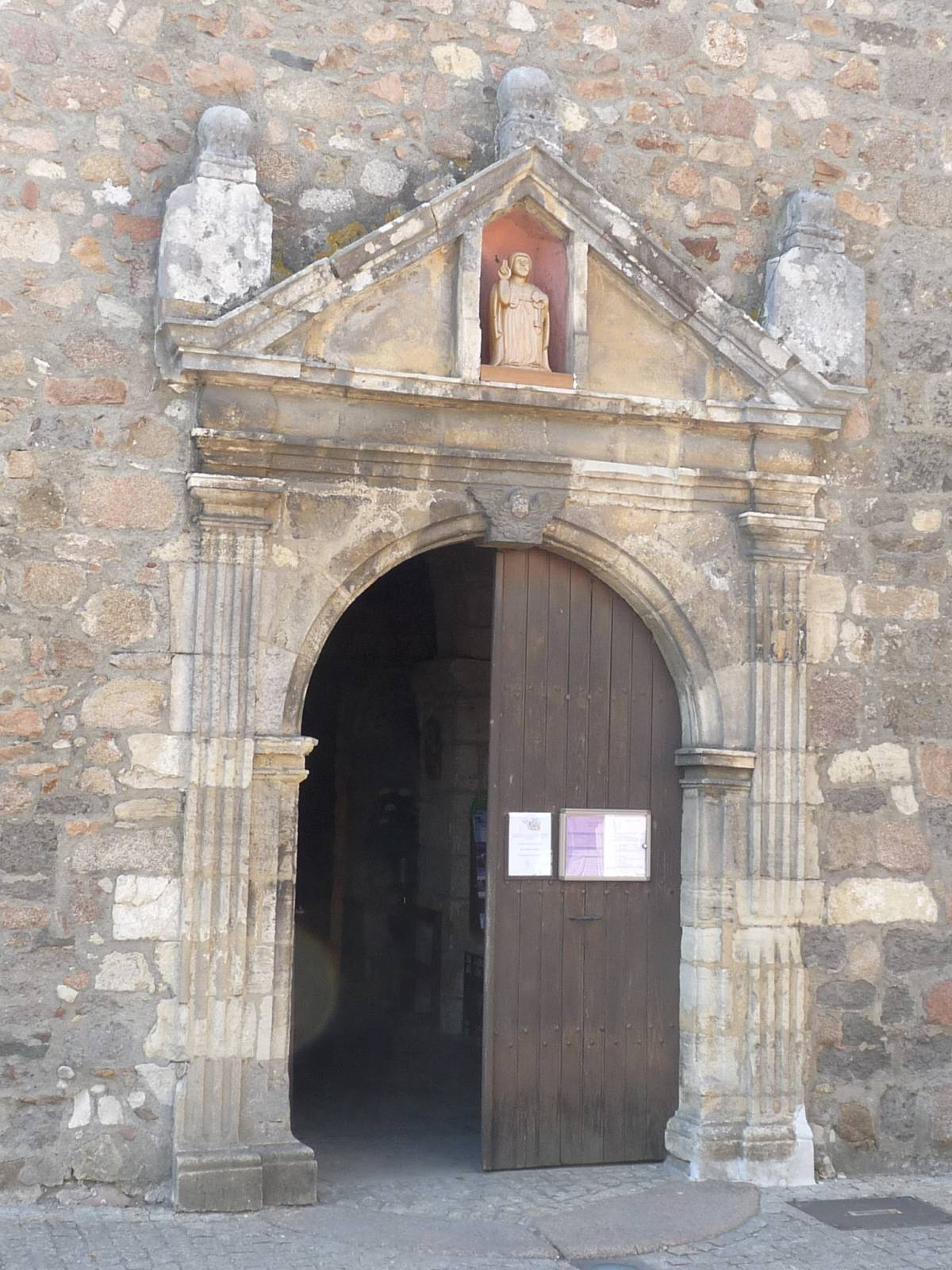
L'entrée.
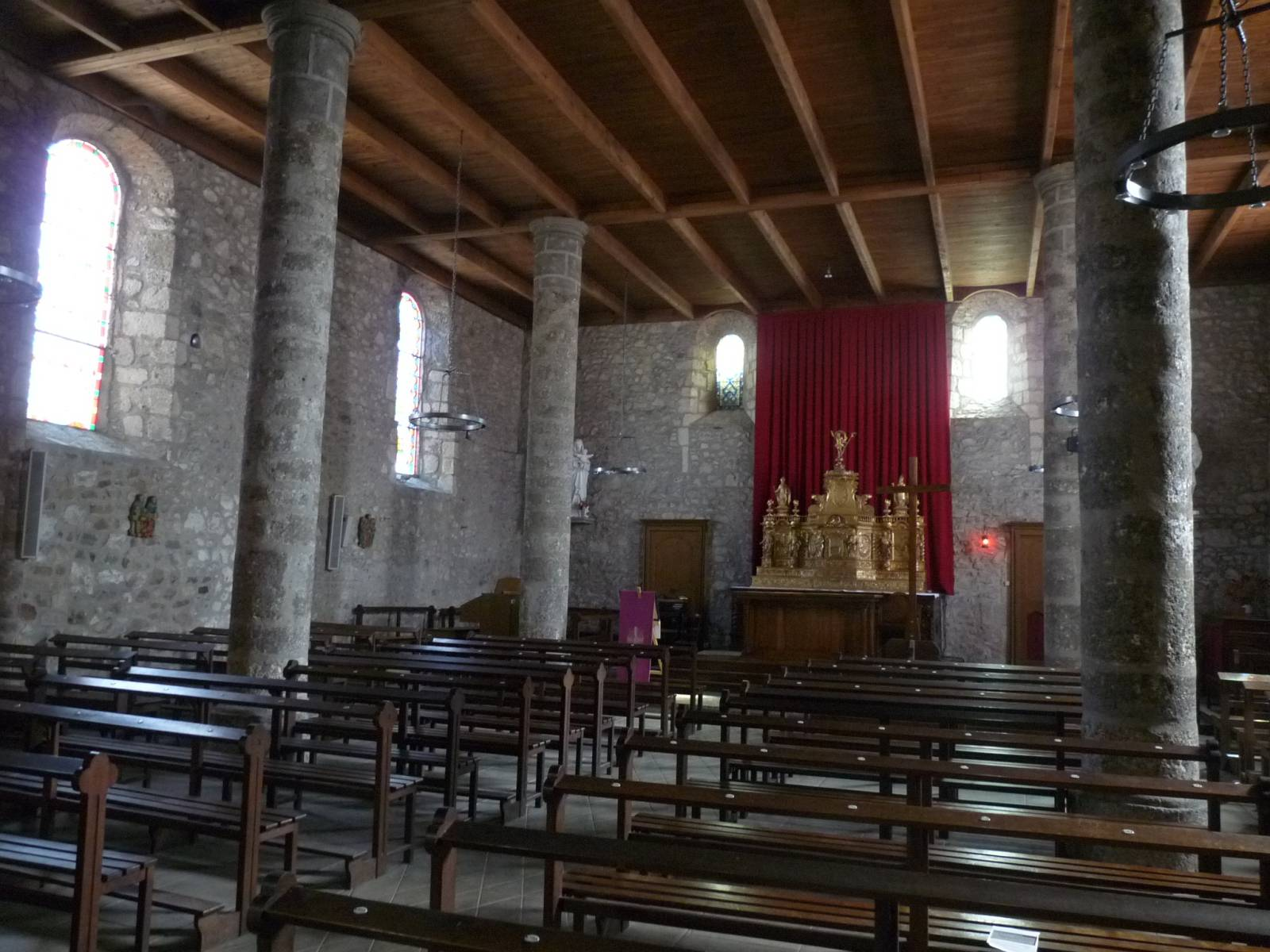
L'intérieur et le tabernacle.

##### Église Saint-Sébastien

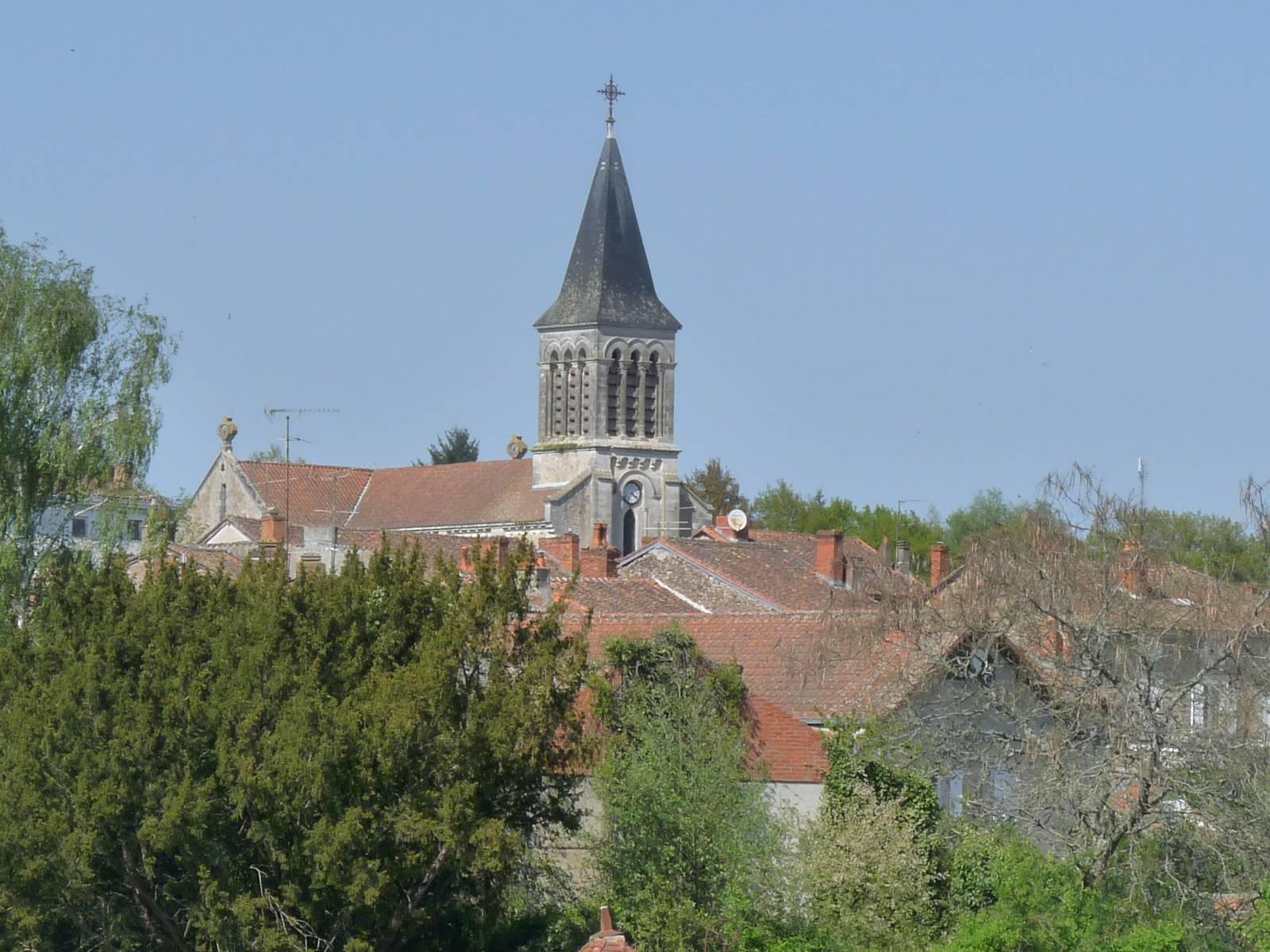
L'église Saint-Sébastien vue de la rive gauche.

L'église paroissiale Saint-Sébastien est située sur la rive droite de la Vienne. Elle était à l'origine la chapelle d'un hôpital fondé en 1386. Devant la fréquentation fréquente, elle devint paroissiale en 1419 pour les habitants de ce quartier. Elle fut une vicairie perpétuelle en 1673, puis un prieuré-cure en 1675 uni au prieuré des Salles-Lavauguyon. Elle fut démolie en 1895 pour être reconstruite un peu plus au nord sur les plans de l'architecte Warin. À l'emplacement de l'ancienne église, rue Souchet et au-dessus de la fontaine Saint-Roch, fut érigée une croix, bénie le 18 août 1895.
L'église Saint-Sébastien renferme un sarcophage en pierre taillée du XIIIe siècle orné d'une épée, de croix et d'armoiries. Il est classé monument historique au titre objet depuis 1933.

##### Clocher Saint-Michel
Connu aussi sous le nom de Tour Saint-Michel, ce clocher est situé en haut de la ville sur la rive gauche de la Vienne, près du logis Saint-Michel. Il est tout ce qu'il reste de l'église Saint-Michel, vraisemblablement romane. Celle-ci servit de caserne à la Révolution, puis fut démolie en 1818 à l'exception du clocher.

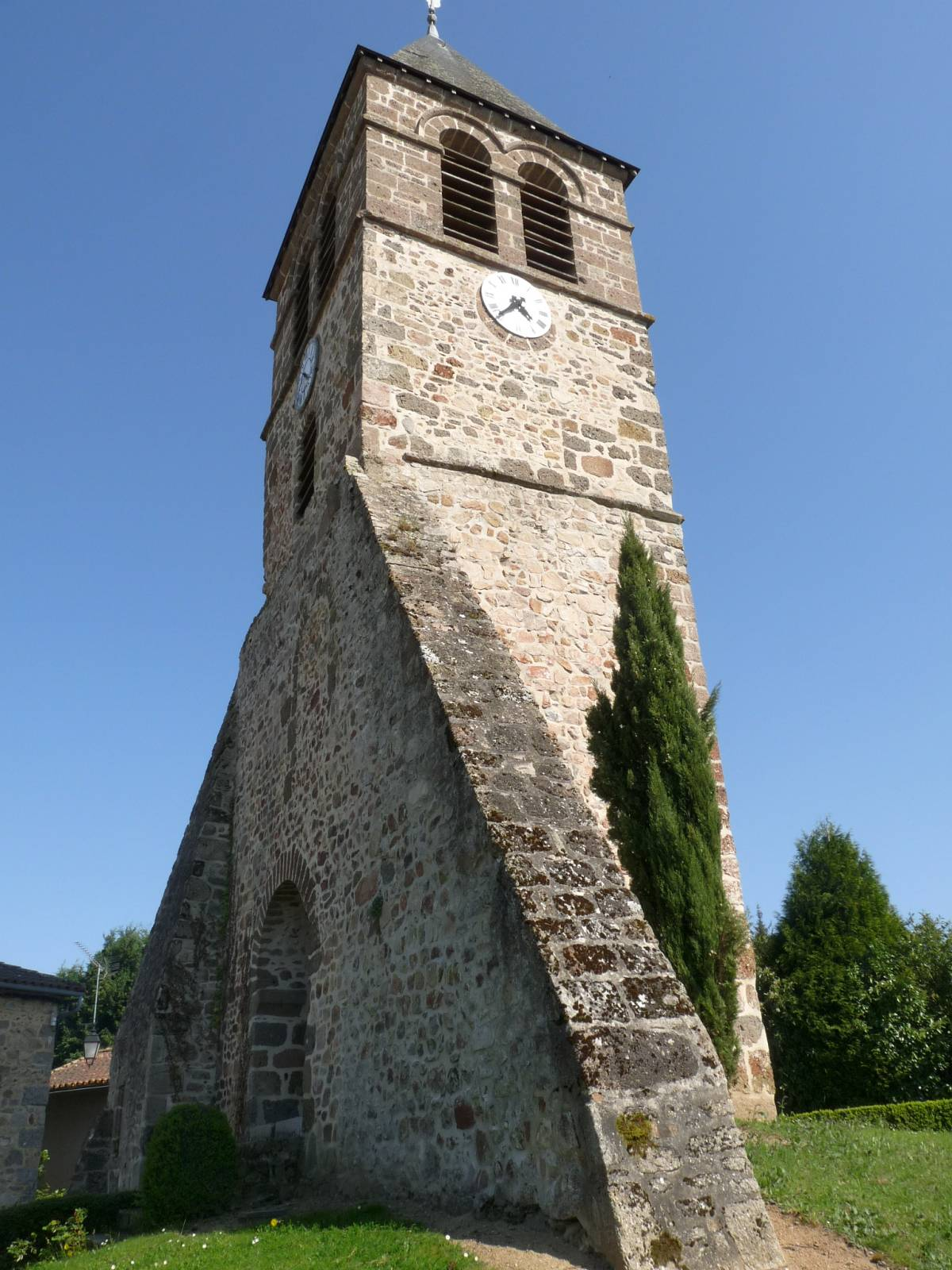
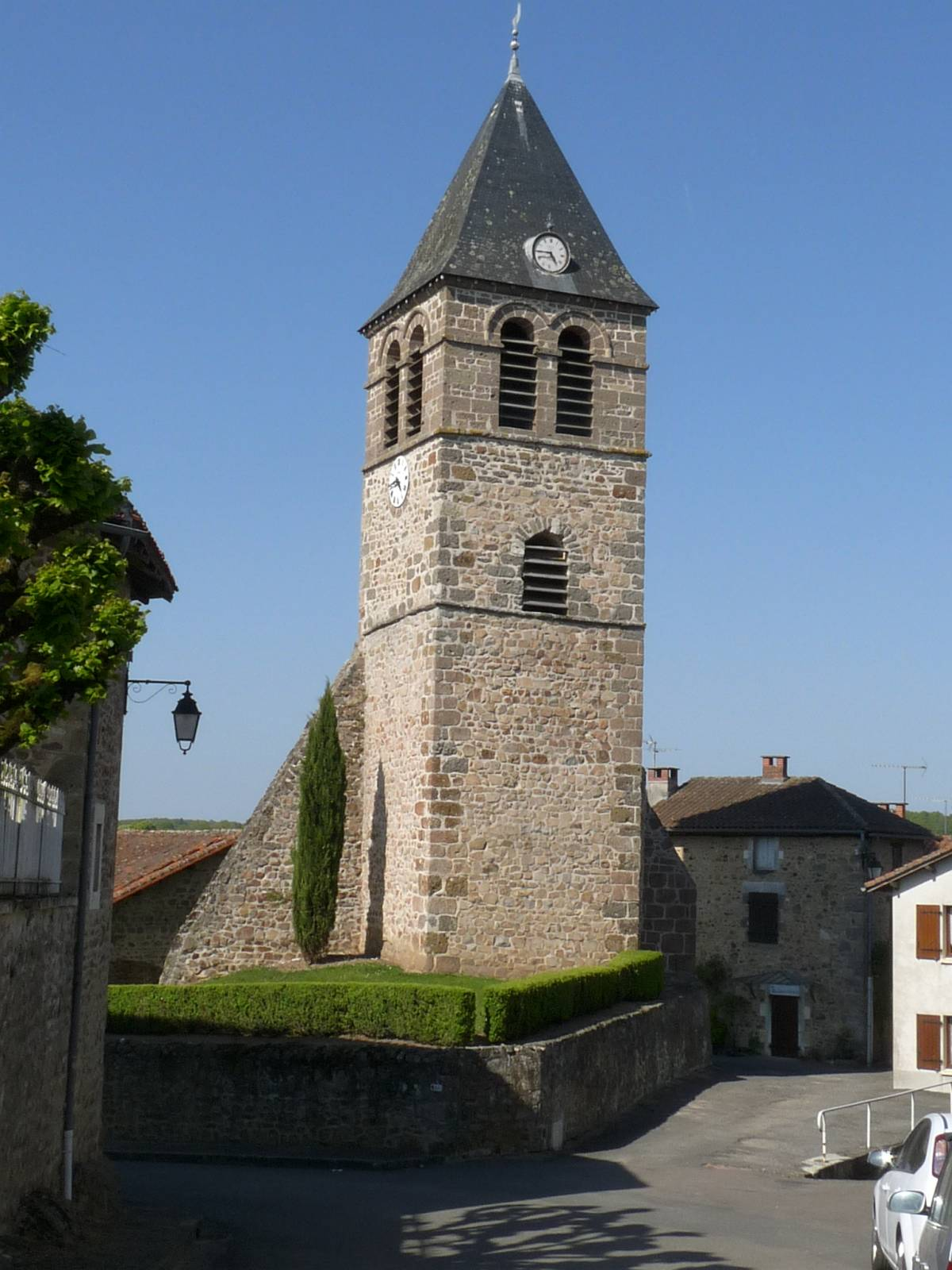

##### Prieuré Notre-Dame de Grenord

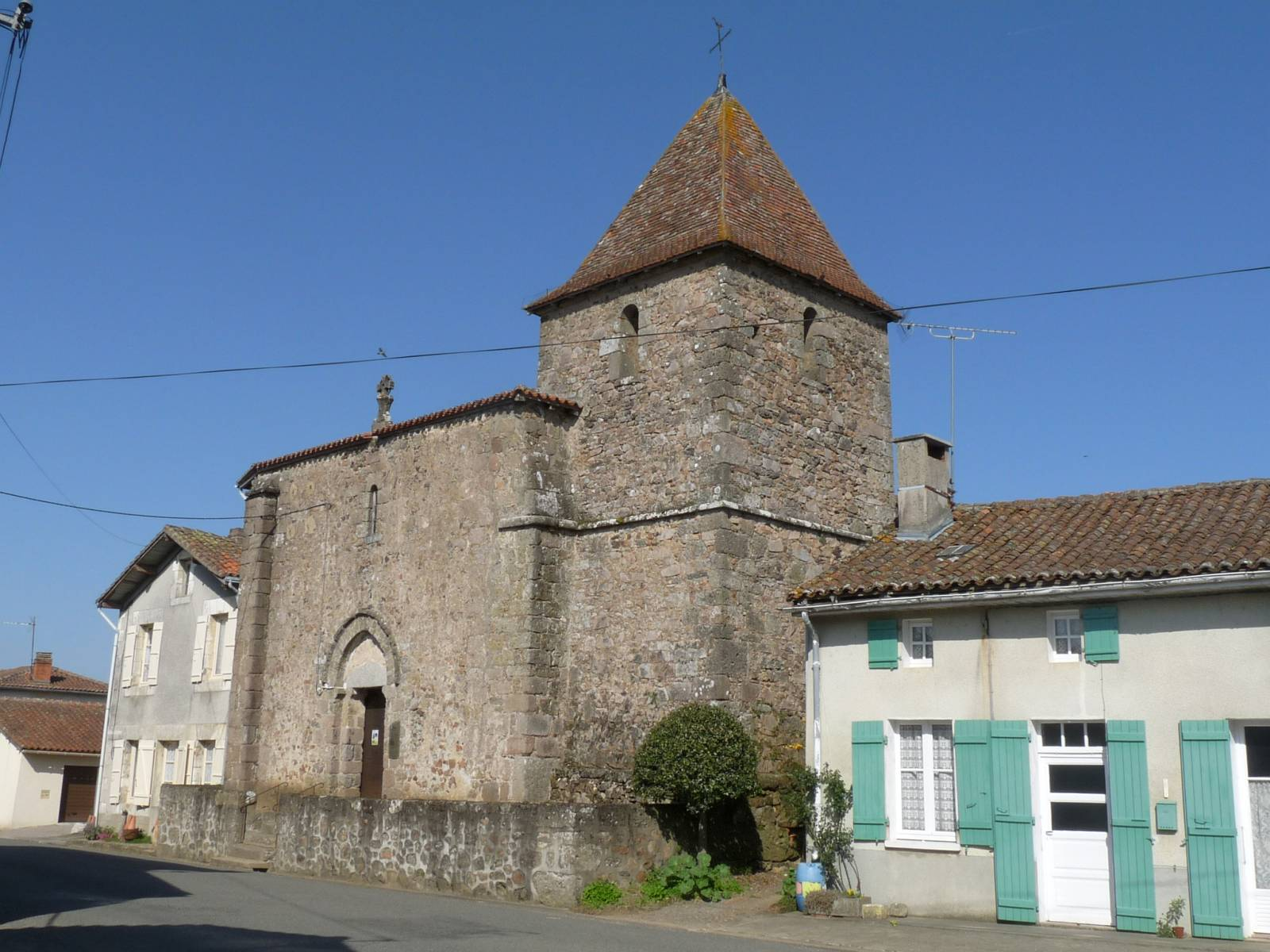
L'église N.-D. de Grenord.

Le prieuré Notre-Dame situé au lieu-dit Grenord est constitué des ruines d'une église du XIIe ou XIIIe siècle. C'était un prieuré-cure dépendant, comme l'église Saint-Sébastien, du prieuré des Salles, en Haute-Vienne. Un sarcophage de pierre taillée orné de fleurs, feuilles, d'une épée, d'un oiseau et d'armoiries qui date de la fin du XIIIe siècle, d'un des seigneurs de Chabanais, Jourdain II, a été classé monument historique au titre d'objet, le 8 mars 1924. Cette église a pour la petite histoire accueilli le baptême de Sadi Carnot, président de la République de 1887 à 1894.

##### Fontaine Saint-Roch
Située sur la rive droite de la Vienne, cette fontaine surmontée d'une croix dédiée à saint Roch, patron des pèlerins et placée au bord de la route de Limoges, était l'objet de dévotions.

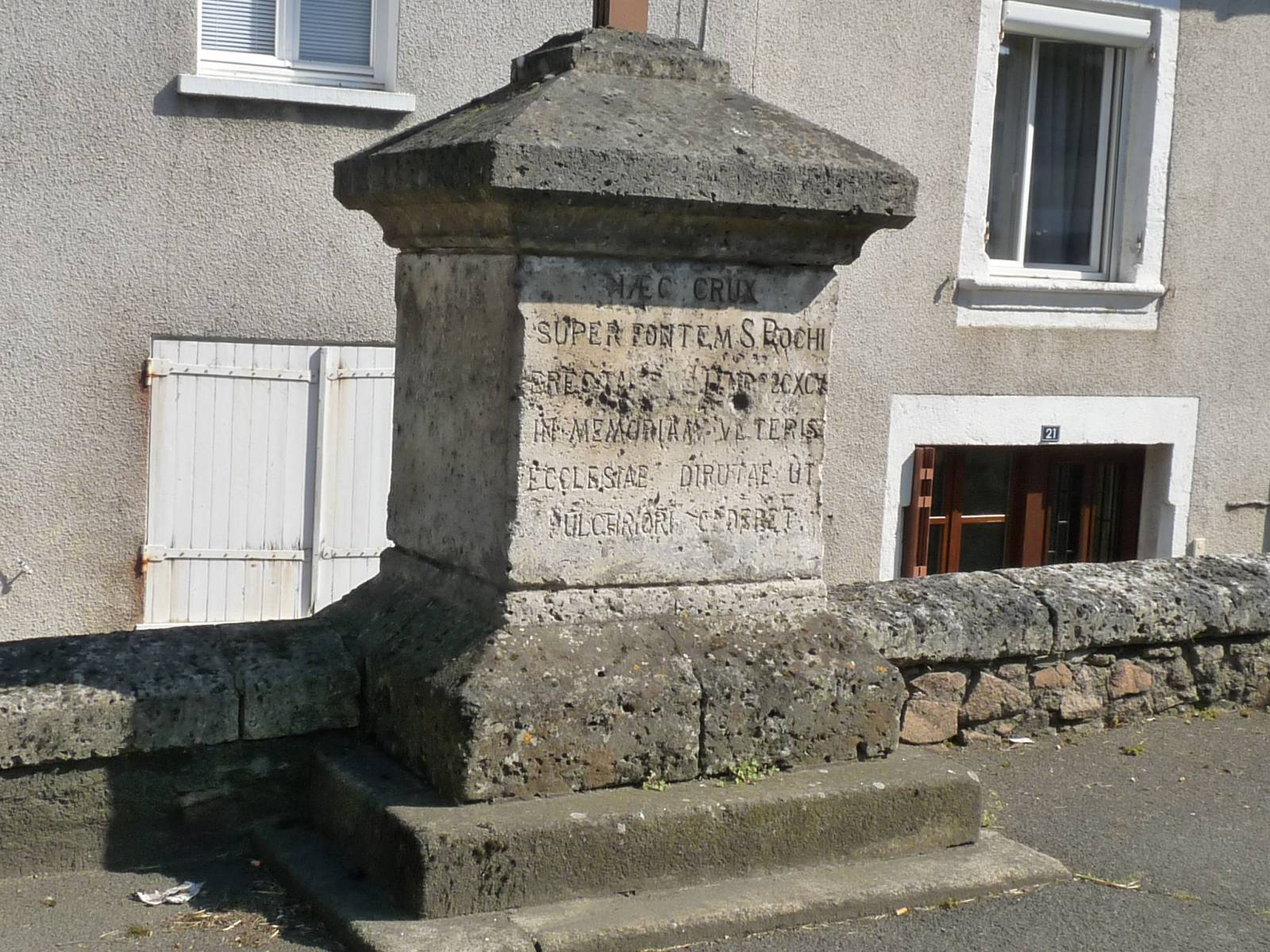
Face côte route.
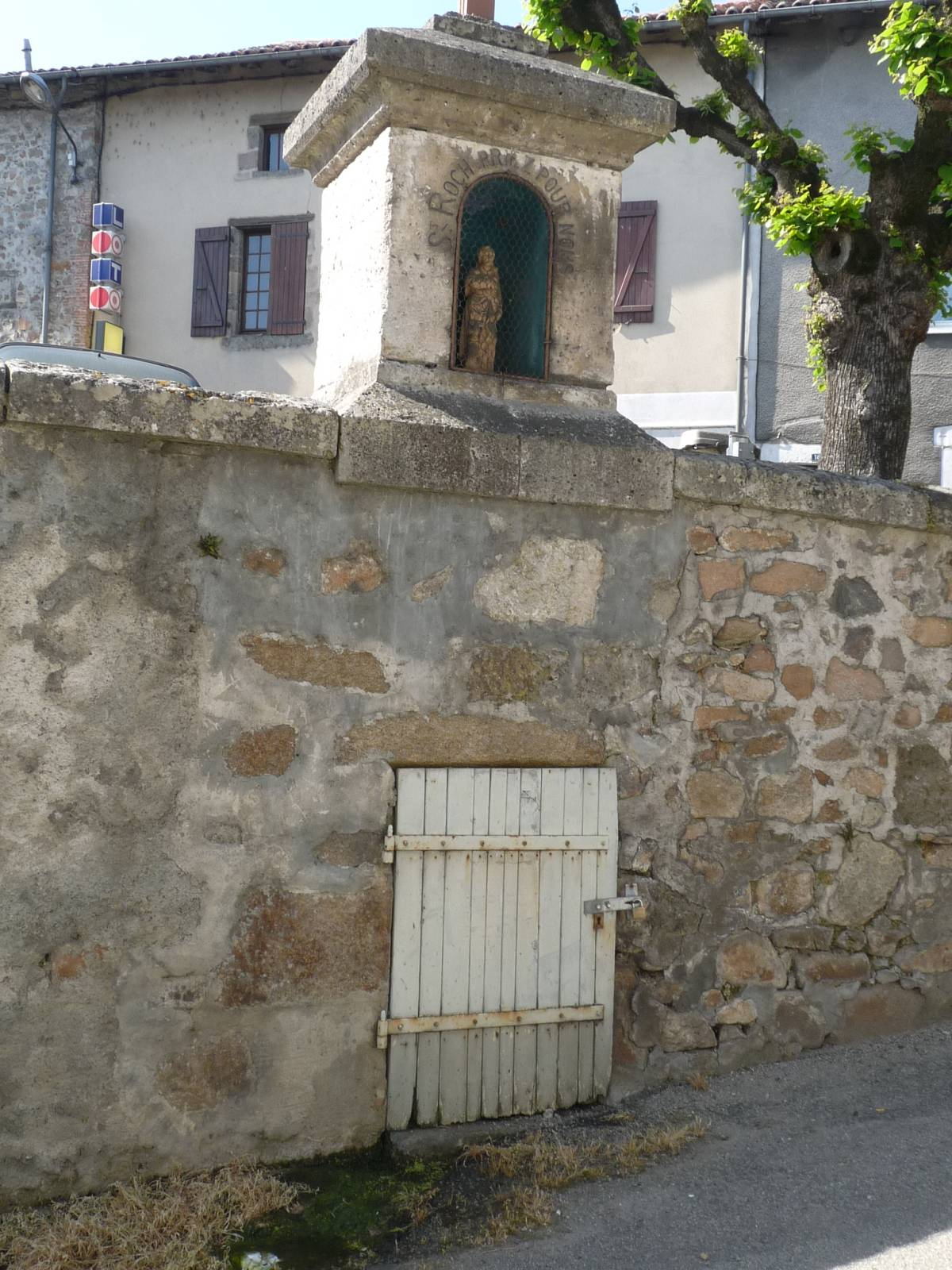
La fontaine au pied.

#### Patrimoine civil
Le logis Saint-Michel domine la ville, près du foirail.
Le château de Savignat est moderne.
Le pont sur la Vienne date de 1958 et a remplacé le vieux pont endommagé en août 1944 pendant les combats opposant maquisards et Allemands. Une partie du centre du village, en rive gauche de la Vienne, principalement rue de Verdun, rue du 8 mai et place de la Croix-Blanche, est caractérisé par un urbanisme typique de la Reconstruction après la Seconde Guerre mondiale, du fait des destructions consécutives à la bataille de Chabanais ayant opposé maquisards, armée allemande et miliciens.

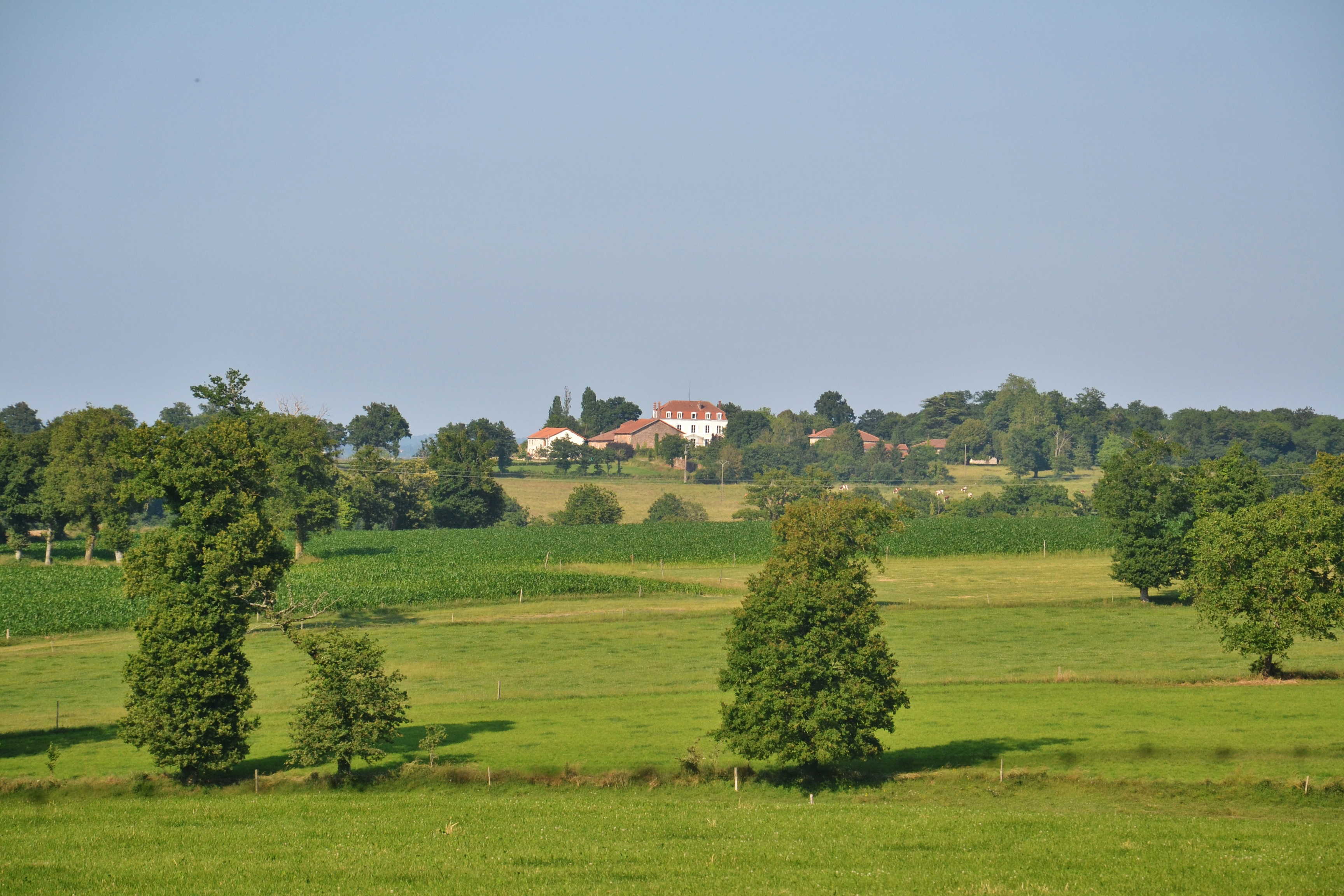
Le château de Savignat.
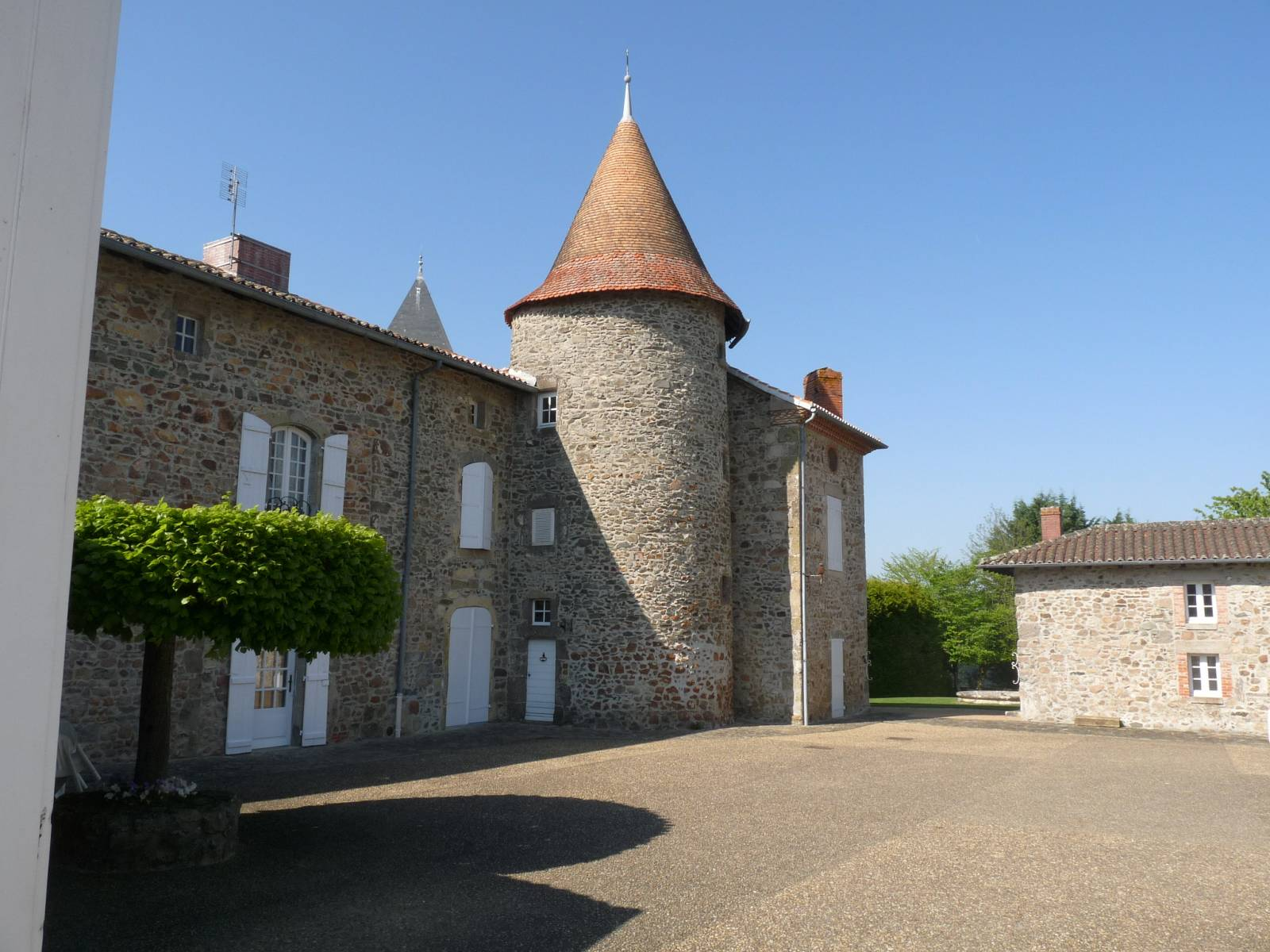
Logis Saint-Michel.

### Patrimoine environnemental
- Arboretum du Chêne-Vert
- Parc municipal.

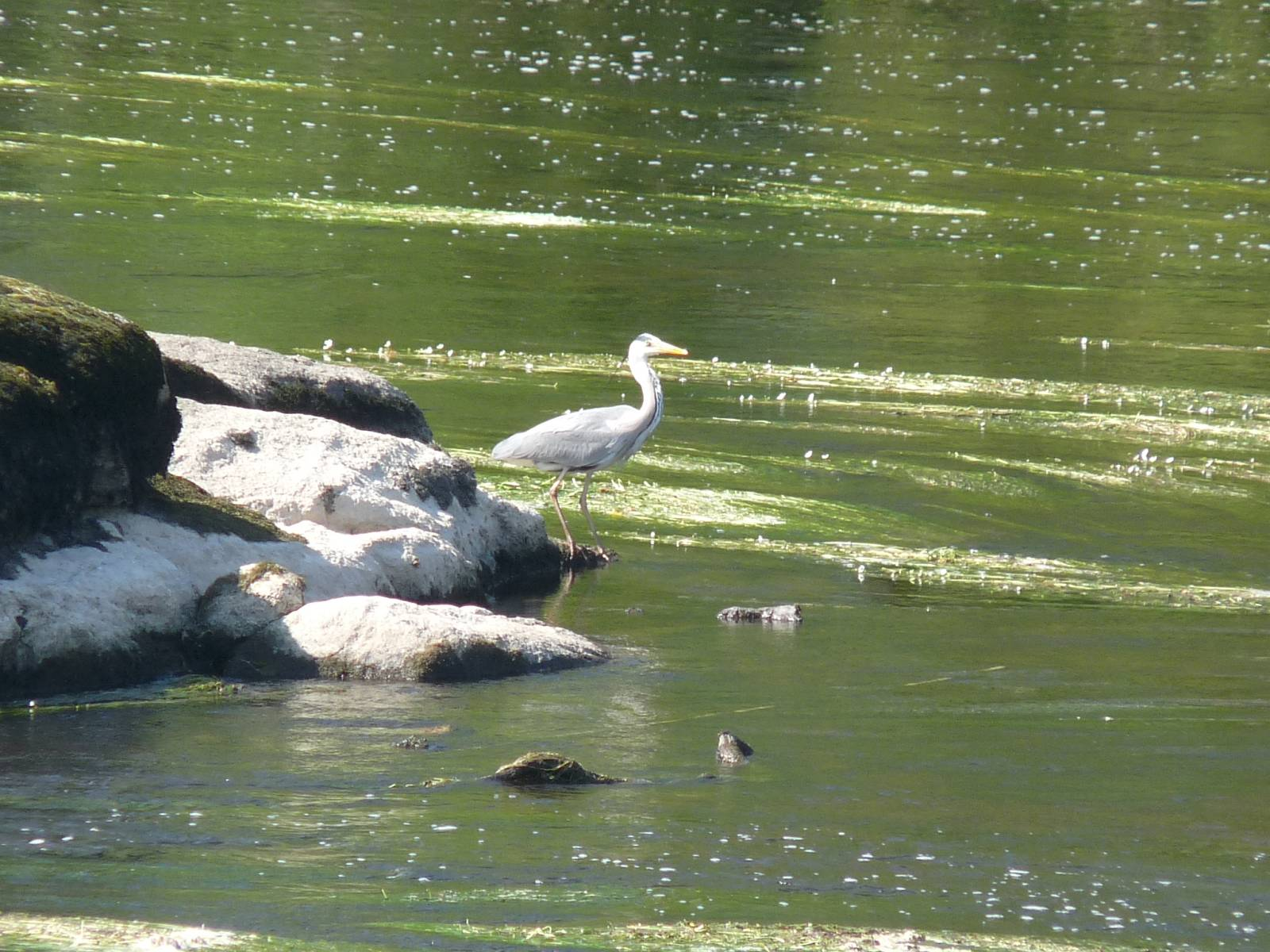
Héron cendré sur la Vienne.
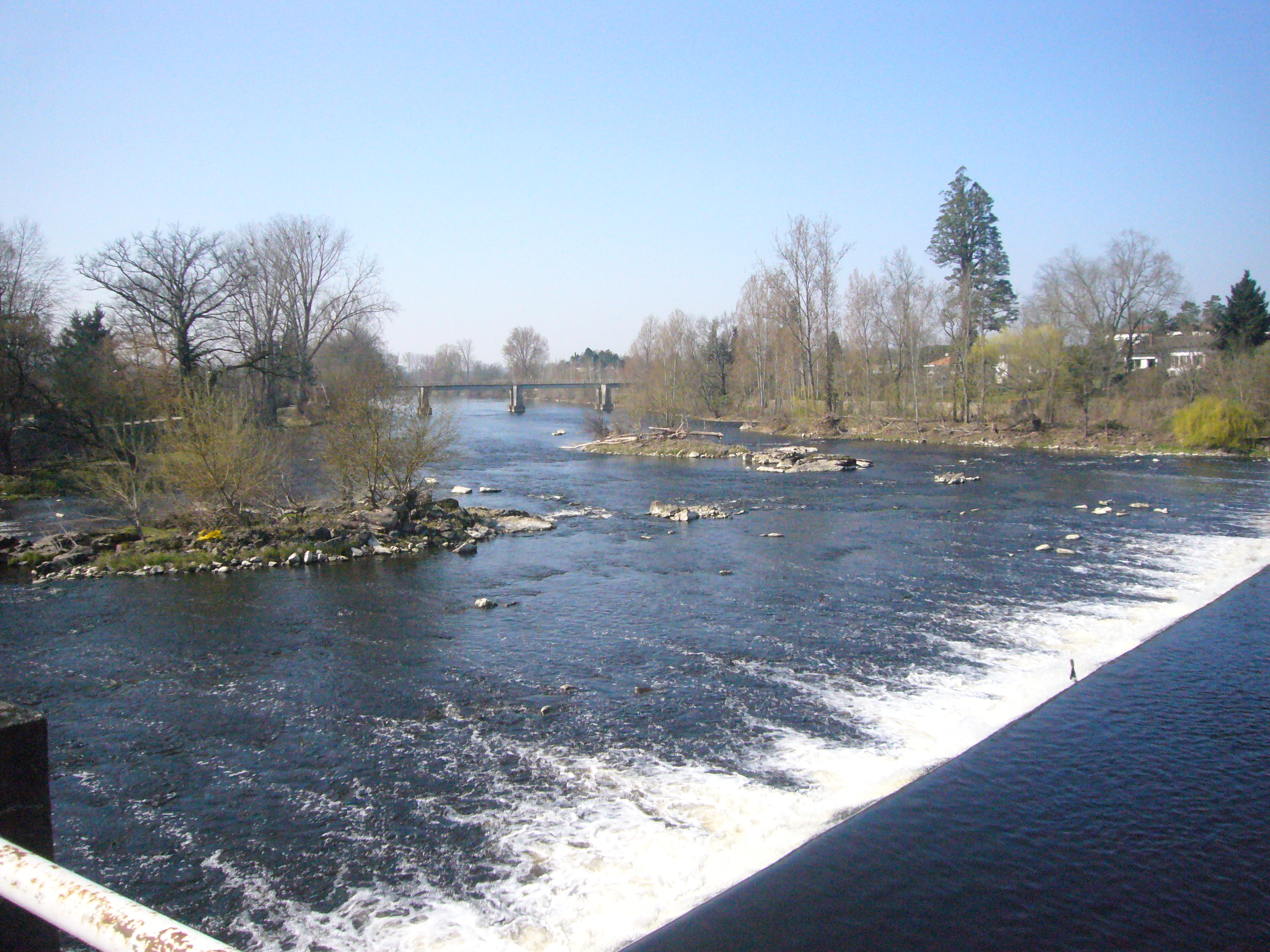
La Vienne vue vers l'aval du pont.
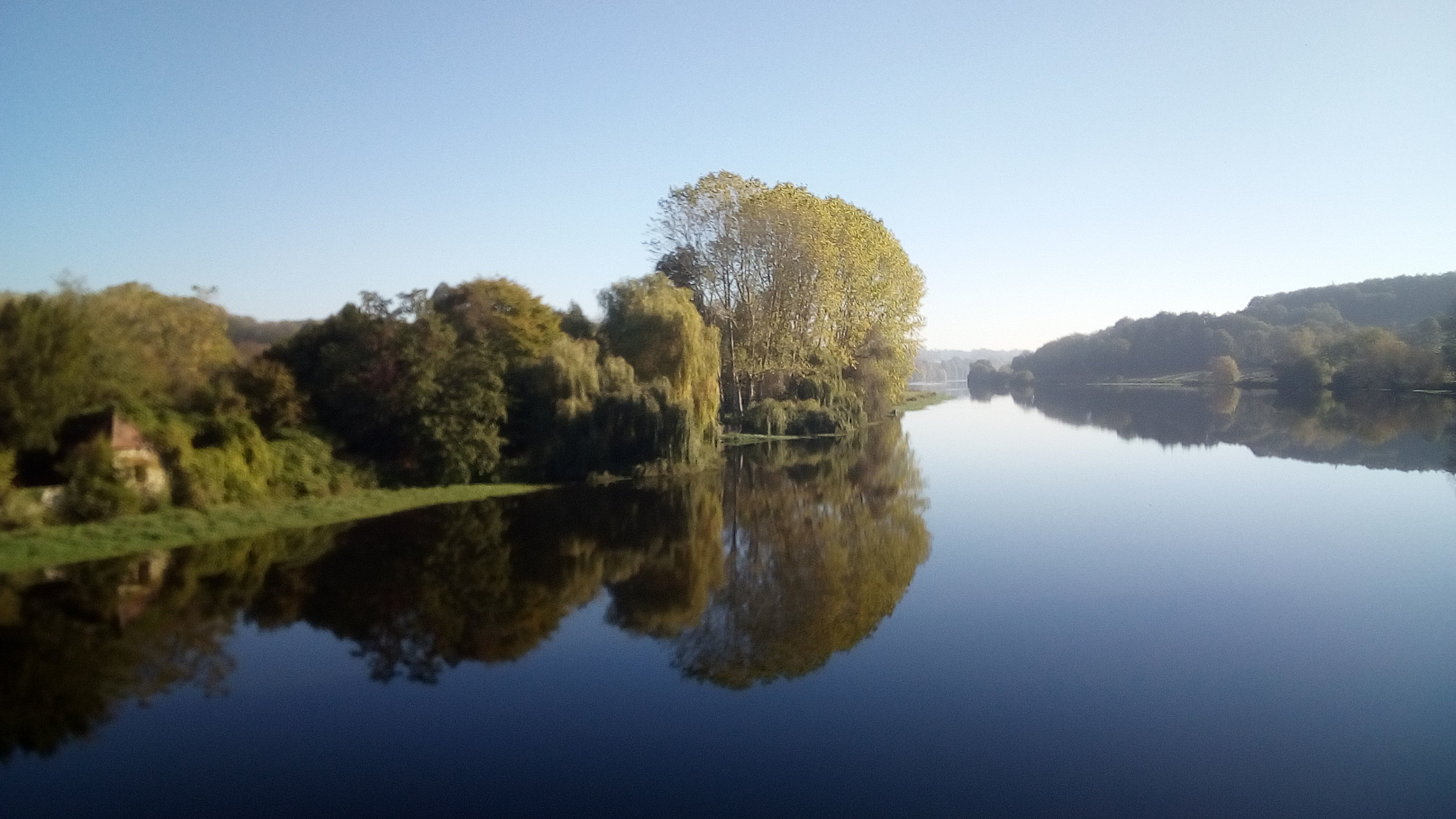
Vue vers l'amont.

### Personnalités liées à la commune
- Les Colbert-Chabanais ;
- La famille Dupont (Chabanais)[60] :

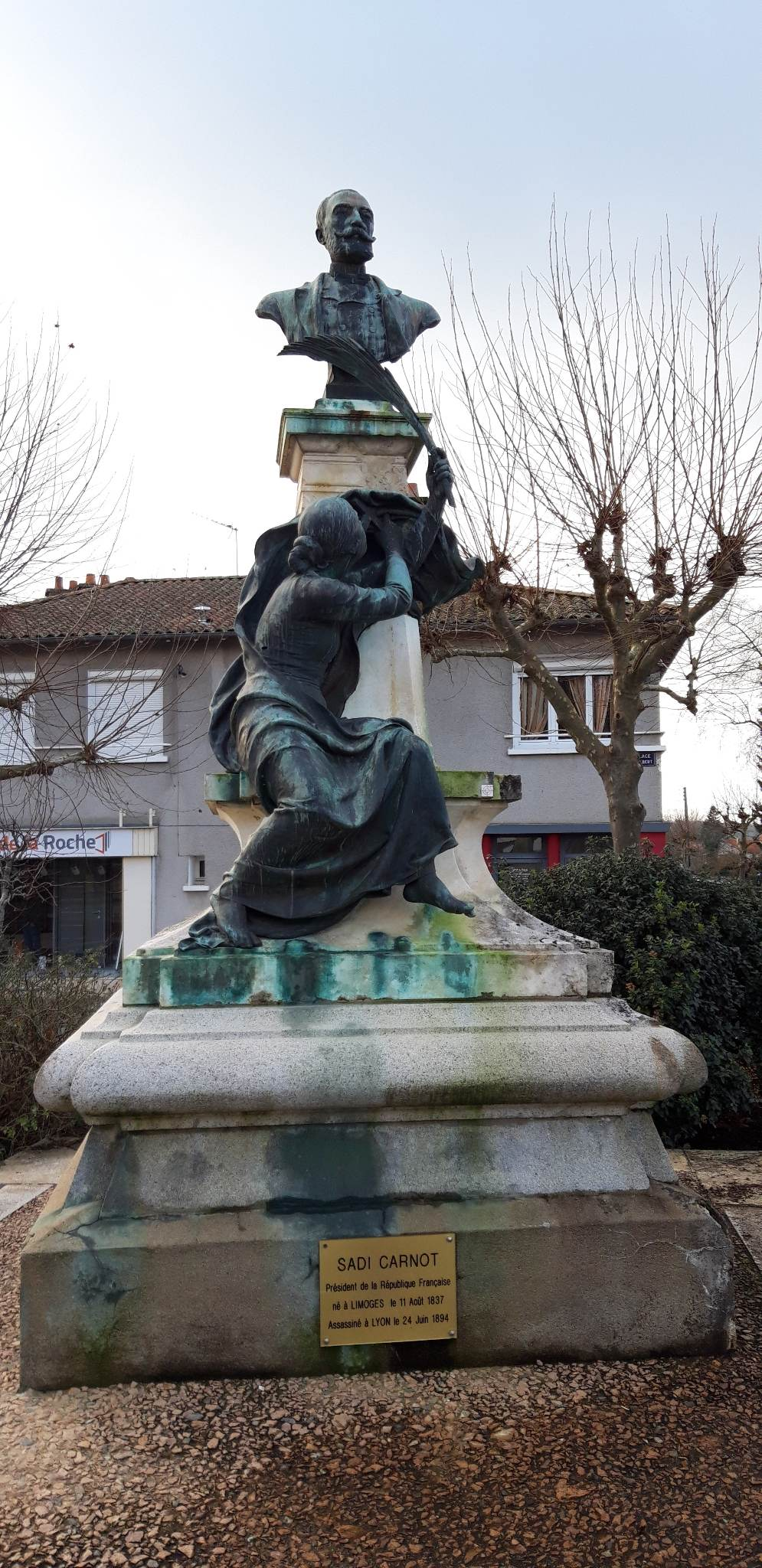
Monument à Sadi Carnot, sur la place Colbert (œuvre de Frédéric-Étienne Leroux).

  - Isaac Pierre Dupont (1724-1810), seigneur de Savignat, avocat en parlement, juge sénéchal à Chabanais, 1er maire de Chabanais (1790) ;
  - Pierre Antoine Dupont-Chaumont (1759-1838), fils du précédent, général et comte de l'Empire ;
  - Pierre Dupont de Poursat (1761-1835), frère du précédent, évêque de Coutances, baron de l'Empire ;
  - Pierre Dupont de l'Étang (1765-1840), frère des précédents, général et comte d'Empire. Ministre de la Guerre (1814). Si son nom est resté gravé dans l'histoire du Premier Empire, c'est surtout du fait de sa capitulation à Bailen (Espagne) le 22 juillet 1808, car cette défaite était la première de l'armée impériale ;
  - François Dupont de Savignat (1769-1846), frère des précédents, colonel d'état-major, inspecteur général des Haras, officier de la Légion d'honneur (24 août 1814[61]), grand-père maternel de Sadi Carnot (1837-1894), président de la République française (1887-1894). La famille Carnot est liée à Chabanais : Sadi Carnot est baptisé à Grenord, la famille possède un château à Savignac, et Adolphe Carnot, frère de Sadi, est conseiller général et président du conseil général de la Charente au début du XXe siècle.
- Jean-Baptiste de La Quintinie (1626-1688), responsable du potager du Roi (Louis XIV), natif de Chabanais devient l'image de marque du village ; si les objectifs de l'époque de même que le statut de l'individu étaient différents, La Quintinie n'en reste pas moins « jardinier ».
- François Rempnoux, auteur de langue occitane du XVIIe siècle, né à Chabanais.
- Jean Duché (1915-2000), journaliste et écrivain.
- Michel Boutant (né en 1956), ancien sénateur et président du conseil général de la Charente, maire de Chabanais en 2020.

### Héraldique
| Blason | Blasonnement : D'or à deux lions léopardés de gueules l'un sur l'autre. |